# Liste der Biografien/Sen
Liste der Biografien |
Portal Biografien |
Personensuche
# |
A |
B |
C |
D |
E |
F |
G |
H |
I |
J |
K |
L |
M |
N |
O |
P |
Q |
R |
S |
T |
U |
V |
W |
X |
Y |
Z |
?
 
Sa |
Sb |
Sc |
Sd |
Se |
Sf |
Sg |
Sh |
Si |
Sj |
Sk |
Sl |
Sm |
Sn |
So |
Sp |
Sq |
Sr |
Ss |
St |
Su |
Sv |
Sw |
Sy |
Sz
 
Sea |
Seb |
Sec |
Sed |
See |
Sef |
Seg |
Seh |
Sei |
Sej |
Sek |
Sel |
Sem |
Sen |
Seo |
Sep |
Seq |
Ser |
Ses |
Set |
Seu |
Sev |
Sew |
Sex |
Sey |
Sez
Die Liste der Biografien führt alle Personen auf, die in der deutschsprachigen Wikipedia einen Artikel haben. Dieses ist eine Teilliste mit 818 Einträgen von Personen, deren Namen mit den Buchstaben „Sen“ beginnt.

## Sen
- Sen Dog (* 1965), kubanischer Rapper
- Sen no Rikyū (1522–1591), japanischer Teemeister der Sengoku-Zeit
- Sen Sharma, Konkona (* 1979), indische Schauspielerin
- Şen, Ahmet Başar (* 1967), türkischer Diplomat und Botschafter
- Şen, Ali (1918–1989), türkischer Schauspieler
- Sen, Amartya (* 1933), indischer WirtschaftswissenschaftlerAmartya Sen (* 1933)

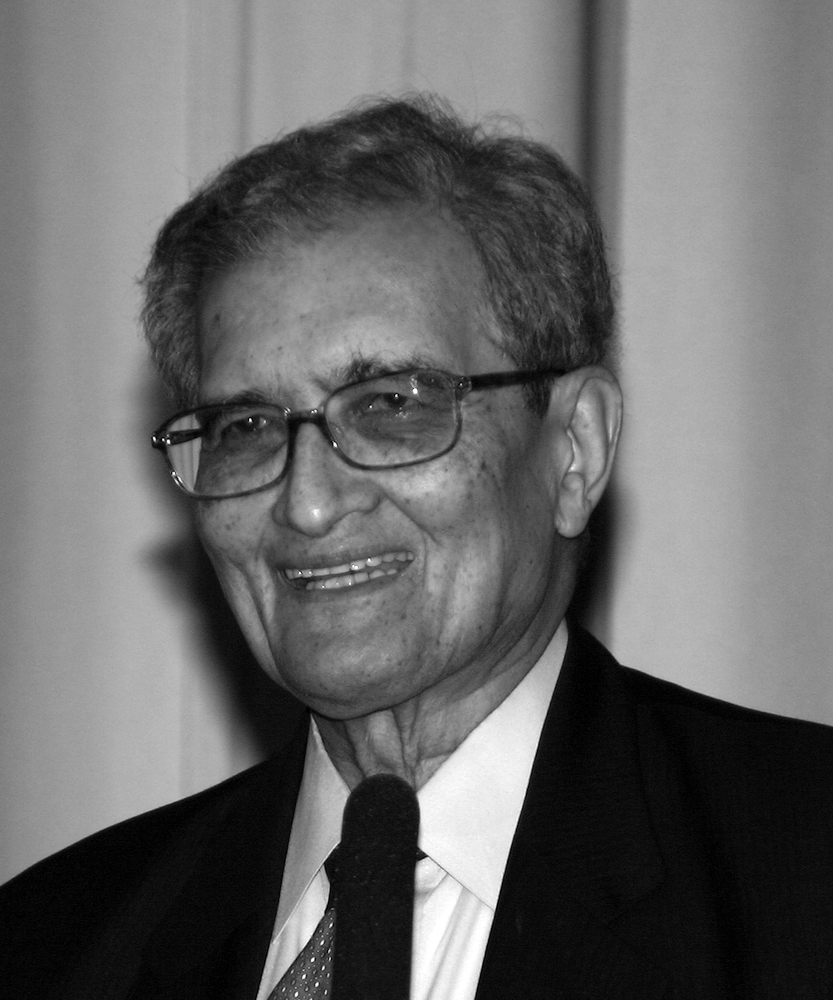
Amartya Sen (* 1933)

- Sen, Anna Sergejewna (* 1990), russische Handballspielerin
- Sen, Aparna (* 1945), indische Schauspielerin, Filmregisseurin und Drehbuchautorin
- Sen, Ashoke (* 1956), indischer Physiker
- Sen, Ashoke Kumar (1913–1996), indischer Politiker
- Şen, Ayşe (* 1988), türkischstämmige Influencerin, Webvideoproduzentin und Autorin
- Şen, Batuhan (* 1999), türkischer Fußballtorhüter
- Sen, Binay Ranjan (1898–1993), indischer Diplomat
- Sen, Binayak (* 1950), indischer Menschenrechtsaktivist
- Şen, Erdem (* 1989), belgisch-türkischer Fußballspieler
- Şen, Eren (* 1984), deutschtürkischer Fußballspieler
- Sen, Evrim (* 1975), deutsch-US-amerikanischer Softwareentwickler, Autor und Webvideoproduzent
- Şen, Faruk (1948–2025), türkischer Hochschullehrer, Leiter der Stiftung Zentrum für Türkeistudien
- Şen, Fatih (* 1984), türkischer Fußballspieler
- Šěn, Franc (* 1950), sorbischer Kulturhistoriker und Publizist
- Sen, Gita (* 1948), indische Frauenrechtlerin
- Sen, Hannah (1894–1957), indische Frauenrechtlerin
- Şen, İlhan (* 1987), türkischer Schauspieler und Model
- Sen, Julia-Niharika (* 1967), deutsche Journalistin und FernsehmoderatorinJulia-Niharika Sen (* 1967)

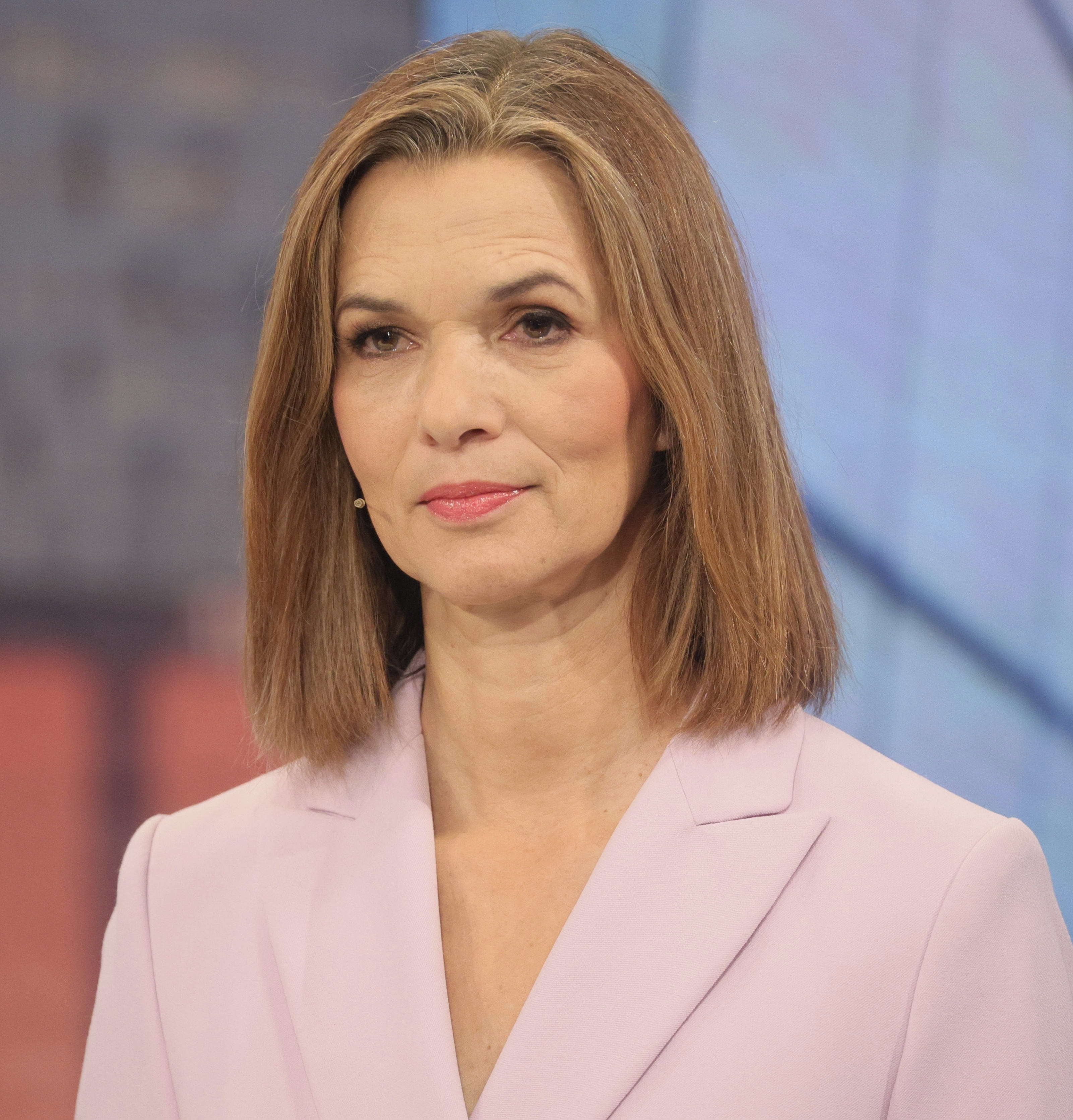
Julia-Niharika Sen (* 1967)

- Sen, Keshab Chandra (1838–1884), bengalischer Sozialreformer
- Sen, Lakshya (* 2001), indischer Badmintonspieler
- Sen, Mala (1947–2011), indische Schriftstellerin
- Sen, Mandakranta (* 1972), indische Dichterin
- Şen, Mesut (1944–2020), türkischer Fußballspieler und -trainer
- Sen, Michael (* 1968), deutscher Manager
- Sen, Mrinal (1923–2018), indischer Filmregisseur
- Şen, Mustafa (* 1982), türkischer Fußballspieler
- Sen, Nabanita Dev (1938–2019), indische Autorin und Literaturwissenschaftlerin
- Sen, Paritosh (1918–2008), indischer Maler
- Sen, Raima (* 1979), indische Filmschauspielerin
- Sen, Ramesh Chandra (* 1940), bangladeschischer Politiker der Awami-Liga
- Şen, Rifat (* 1990), österreichischer Fußballspieler und -trainer
- Sen, Ronen (* 1944), indischer Diplomat
- Şen, Şener (* 1941), türkischer Schauspieler
- Sen, Shaunak (* 1987), indischer Regisseur und Filmproduzent
- Sen, Sōshitsu (1923–2025), japanischer Meister der TeezeremonieSen Sōshitsu XV. (1923–2025)

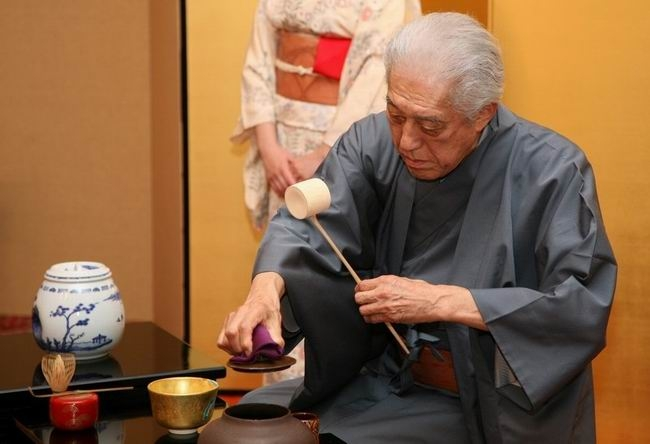
Sen Sōshitsu XV. (1923–2025)

- Sen, Suchitra (1931–2014), indische Filmschauspielerin
- Sen, Sudhir (1907–1989), indischer Entwicklungsökonom und Agraringenieur
- Sen, Surya (1894–1934), bengalischer Revolutionär im Chittagong-Aufstand
- Sen, Sushmita (* 1975), indische Schauspielerin
- Şen, Utku (* 1998), deutsch-türkischer Fußballspieler
- Şen, Volkan (* 1987), türkischer Fußballspieler
- Şen, Yılmaz (1943–1992), türkischer Fußballspieler
- Sen-Menzel, Gönül (1949–2014), türkische bildende Künstlerin

### Sena
- Sena dos Santos, Aldemiro (* 1964), brasilianischer Geistlicher, römisch-katholischer Bischof von Guarabira
- Sena, Adalberto (1901–1982), brasilianischer Politiker, Bundessenator
- Sena, Danilo (1919–1997), uruguayischer Politiker
- Sena, Dominic (* 1949), US-amerikanischer Video- und Filmregisseur
- Sena, Érica de (* 1985), brasilianische Leichtathletin
- Sena, Gonzalo (* 1990), uruguayischer Fußballspieler
- Sena, Jorge Célio (* 1985), brasilianischer Sprinter
- Sena, Jorge de (1919–1978), portugiesischer Schriftsteller, Literaturwissenschaftler und Übersetzer
- Sena, Maria de (* 2000), brasilianische Sprinterin
- Sena, Vanessa (* 2005), brasilianische Sprinterin
- Senaaib, altägyptischer König der Zweiten Zwischenzeit
- Señaba, Montserrat (1918–1980), äquatorialguineische Pädagogin
- Sénac de Meilhan, Gabriel (1736–1803), französischer Schriftsteller
- Sénac, Didier (* 1958), französischer Fußballspieler und -trainer
- Sénac, Jean-Baptiste (1693–1770), französischer Mediziner und Leibarzt von König Ludwig XV.
- Senachtenre, altägyptischer König der 17. Dynastie
- Senaga, Kamejirō (1907–2001), japanischer Politiker und Journalist
- Senaillé, Jean-Baptiste (1687–1730), französischer Violinist und Komponist des Barock
- Senaj, Iwan (* 1987), ukrainischer Boxer
- Senán (488–544), irischer Abt
- Senanayake, Don Stephen (1884–1952), Unabhängigkeitskämpfer und erster Premierminister Ceylons (jetzt Sri Lanka) (1947–1952)
- Senanayake, Dudley Shelton (1911–1973), sri-lankischer Politiker
- Senanayake, Florence (1903–1988), erste Parlamentsabgeordnete Ceylons (jetzt Sri Lanka)
- Senancour, Étienne Pivert de (1770–1846), französischer Schriftsteller
- Senanes, Gabriel (* 1956), argentinischer Komponist
- Sénant, Jean-Yves (* 1946), französischer Kommunalpolitiker der Partei Les Républicains
- Senapati, Aplinar (* 1960), indischer Ordensgeistlicher, römisch-katholischer Bischof von Rayagada
- Senar, Müzeyyen (1918–2015), türkische Sängerin
- Senarclens, Jacques de (1914–1971), Schweizer evangelischer Geistlicher und Hochschullehrer
- Senarclens-Grancy, Adolf von (1805–1863), hessen-darmstädter Generalmajor, Diplomat und Kammerherr
- Senarclens-Grancy, Alexander Freiherr von (1880–1964), deutscher Marineattaché
- Senarclens-Grancy, August Ludwig von (1794–1871), deutscher Offizier und HofbeamterAugust Ludwig von Senarclens-Grancy (1794–1871)

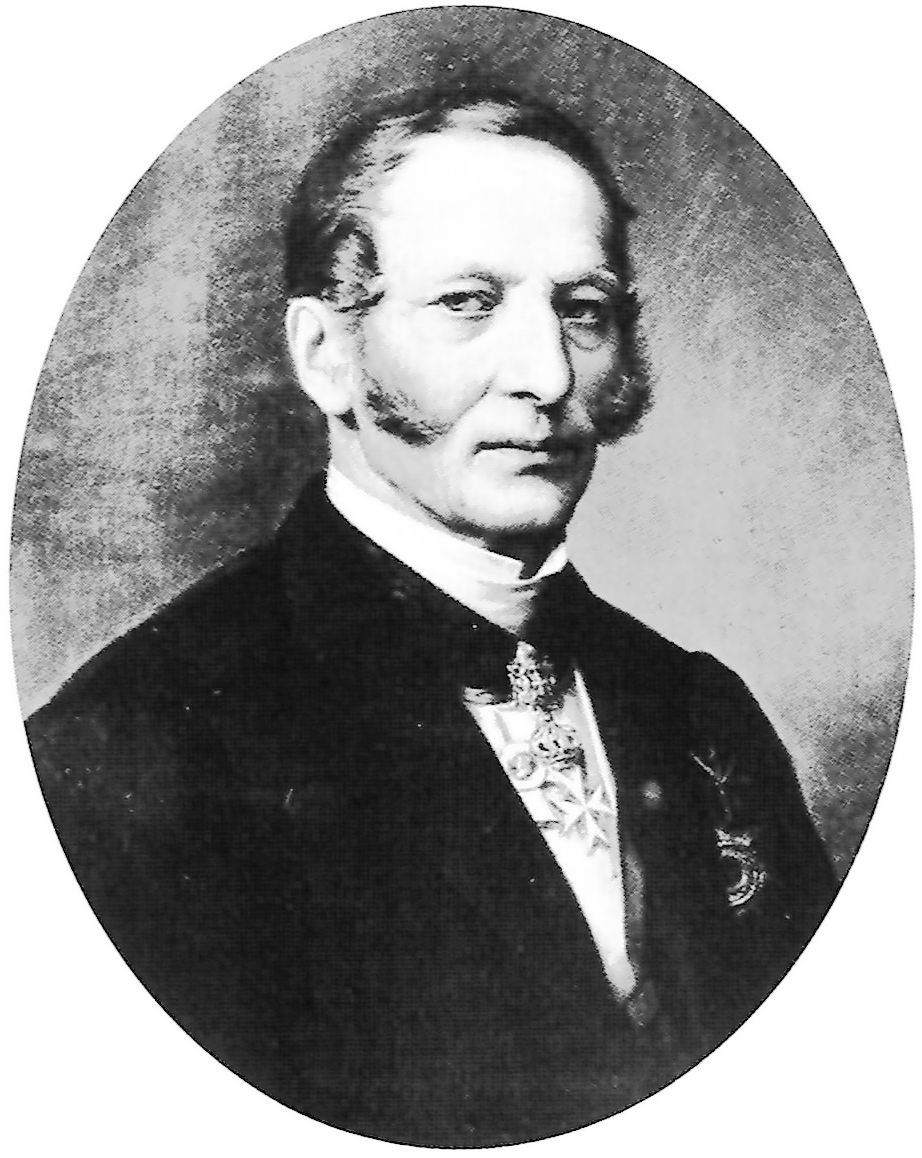
August Ludwig von Senarclens-Grancy (1794–1871)

- Senarclens-Grancy, Ludwig von (1839–1910), deutscher Staatsbeamter
- Sénard, Antoine (1800–1885), französischer Politiker
- Senard, Antoine (* 2000), französischer Leichtathlet
- Senard, Jean-Dominique (* 1953), französischer Manager
- Senarens, Luis (1863–1939), amerikanischer Schriftsteller
- Senart, Émile (1847–1928), französischer Indologe, Sanskritist, Kastenforscher
- Sénart, Maurice (1878–1962), französischer Notenstecher und Verleger
- Senator, Barbara, deutsche Opernsängerin (Sopran)
- Senator, Hermann (1834–1911), deutscher Mediziner und Hochschullehrer
- Senator, Ronald (1926–2015), britischer Komponist und Musikpädagoge
- Senatore, Leonardo, italienischer theoretischer Kosmologe
- Senatore, Lorenzo (* 1974), italienischer Kameramann
- Senatore, Marinella (* 1977), italienische bildende Künstlerin
- Senatore, Pat (* 1935), US-amerikanischer Jazzmusiker (Kontrabass, Bassgitarre)
- Senault, Jean-François (1599–1672), französischer Oratorianer, Kanzelredner und theologischer Schriftsteller
- Sènaya, Yao Junior (* 1984), togoischer Fußballspieler

### Senb
- Šēnbergs, Laimonis (* 1947), lettischer Plakatkünstler und Grafikdesigner

### Senc
- Senčar, Božidar (1927–1987), jugoslawischer Fußballspieler
- Sencar, David (* 1984), österreichischer Fußballspieler
- Senchiv, Anastasia (* 1998), moldauische Leichtathletin
- Sención, Cristian (* 1996), uruguayischer Fußballspieler
- Senckeisen, Johann Michael (1652–1742), deutscher Architekt und Baumeister
- Senckel, Ernst (1836–1912), deutscher Schriftsteller
- Senckel, Marina (* 1982), deutsche Theater- und Filmschauspielerin
- Senckenberg, Heinrich Christian von (1704–1768), deutscher Jurist und Staatswissenschaftler
- Senckenberg, Johann Christian (1707–1772), deutscher Arzt, Stifter, Naturforscher und BotanikerJohann Christian Senckenberg (1707–1772)

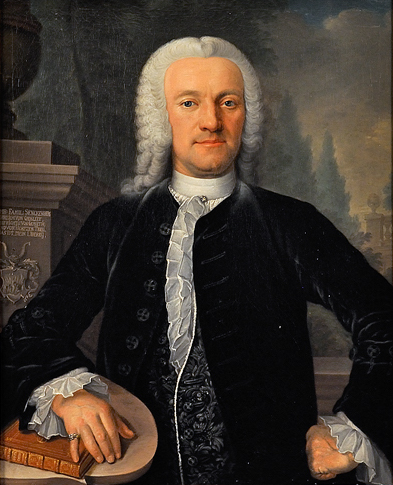
Johann Christian Senckenberg (1707–1772)

- Senckenberg, Johann Erasmus von (1717–1795), deutscher Jurist und Ratsherr
- Senckenberg, Johann Hartmann (1655–1730), deutscher Arzt, Friedberger Bürgermeister und Frankfurter Stadtphysicus
- Senckenberg, Renatus Karl von (1751–1800), deutscher Jurist, Schriftsteller und Stifter
- Sencovici, Alexandru (1902–1995), rumänischer Politiker (PCdR, PMR, PCR), Minister

### Send
- Senda, Koreya (1904–1994), japanischer Filmproduzent und Filmschauspieler
- Sendak, Jack (1923–1995), amerikanischer Kinderbuchautor
- Sendak, Maurice (1928–2012), US-amerikanischer Illustrator, Kinderbuchautor und Bühnenmaler
- Sendak, Philip (1894–1970), amerikanischer Geschäftsmann
- Sendall, Walter Joseph (1832–1904), britischer Kolonialgouverneur
- Sendbühler, Karl-Heinz (1957–1999), deutscher Politiker (NPD)
- Sendecki, Marcin (* 1967), polnischer Dichter, Publizist und Übersetzer
- Sendecki, Vladyslav (* 1955), polnischer Jazzpianist
- Sendel, Erich (1917–1988), deutscher Musiker, Organist, Pianist, Komponist und Arrangeur
- Sendel, Fine (* 2000), deutsche Schauspielerin
- Sendel, Nathanael (1686–1757), deutscher Arzt, Naturforscher
- Sendel, Peter (* 1972), deutscher BiathletPeter Sendel (* 1972)

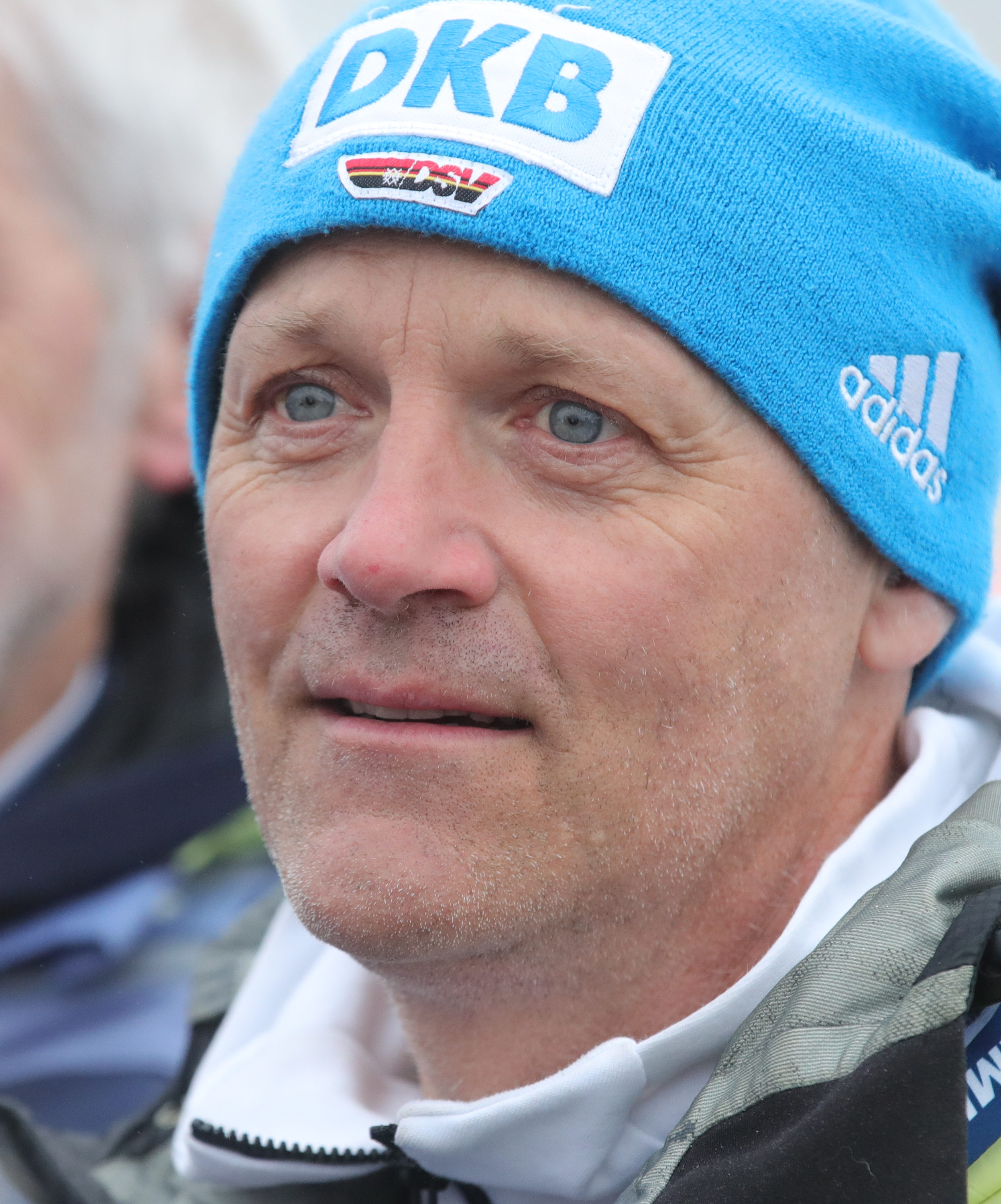
Peter Sendel (* 1972)

- Sendelbach, Hermann (1894–1971), fränkischer Dichter
- Senden, Carl von (1808–1879), preußischer Beamter, Regierungspräsident von Köslin (1852–1856)
- Senden, Casper van, hansischer Kaufmann und Sklavenhändler
- Senden, Elfriede (1900–1941), deutsche Mittelstreckenläuferin
- Senden, Friedrich van (1890–1969), deutscher Lehrer, Schuldirektor und lokale Persönlichkeit in Aurich
- Senden, Friedrich von (* 1942), deutscher Generalmajor
- Senden, Ger (* 1971), niederländischer Fußballspieler
- Senden, Gerhard Heinrich van (1793–1851), reformierter Theologe und Schriftsteller
- Senden, Karl von (1837–1913), preußischer Rittergutsbesitzer und Politiker, MdH
- Senden, Leo (1888–1944), belgischer römisch-katholischer Geistlicher und Märtyrer
- Senden, Manuel von (* 1953), deutscher Charaktertenor
- Senden, Paul (1877–1953), deutscher Schauspieler
- Senden, Theodor von († 1610), Jurist und Präzeptor von Prinzen der herzoglichen Höfe von Braunschweig-Lüneburg-Dannenberg und Mecklenburg
- Senden-Bibran, Gustav von (1847–1909), deutscher Admiral und Generaladjutant von Kaiser Wilhelm II.
- Sender, Clemens (1475–1537), Augsburger Geschichtsschreiber und Benediktiner
- Sender, Lena (* 1997), deutsche Fußballspielerin
- Sender, Ramon (* 1934), US-amerikanischer Komponist, Künstler und Schriftsteller
- Sender, Ramón J. (1901–1982), spanischer Schriftsteller und Journalist
- Sender, Stuart, US-amerikanischer Filmproduzent, Drehbuchautor und Regisseur
- Sender, Tony (1888–1964), deutsche Politikerin (SPD), MdR und Journalistin
- Senderens, Alain (1939–2017), französischer Koch der Nouvelle Cuisine
- Senderens, Jean Baptiste (1856–1937), französischer Chemiker
- Senderos, Philippe (* 1985), Schweizer FussballspielerPhilippe Senderos (* 1985)

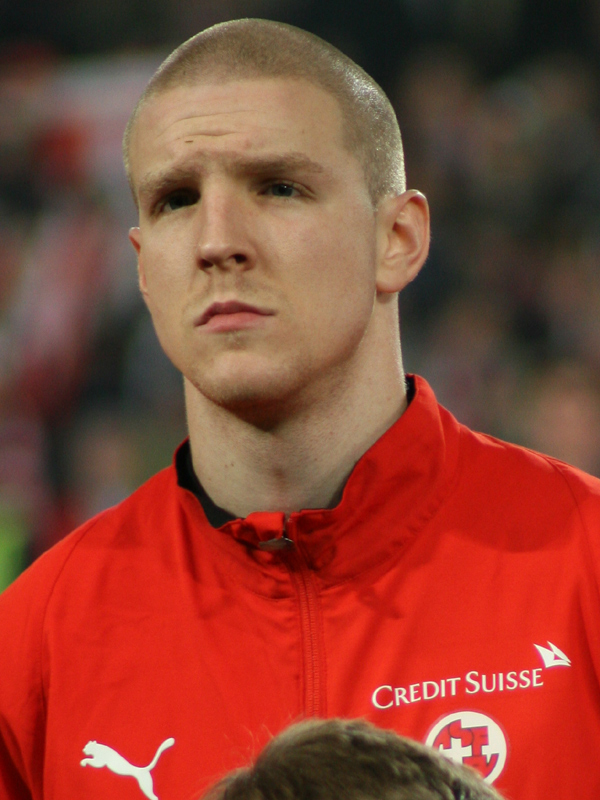
Philippe Senderos (* 1985)

- Senders, Ernestine (1874–1941), österreichische Schauspielerin und Sängerin (Mezzosopran)
- Sendic, Raúl (1925–1989), uruguayischer Guerilla-Führer und Politiker
- Sendic, Raúl Fernando (* 1962), uruguayischer Politiker
- Sendig, Rudolf (1848–1928), Hotelier, Stadtrat und Ehrenbürger der Stadt Bad Schandau
- Sendijarević, Ena (* 1987), bosnische Drehbuchautorin und Filmregisseurin
- Şendil, Hatice (* 1983), türkische Schauspielerin
- Şendil, Sadık (1913–1986), türkischer Drehbuchautor
- Sendker, Jan-Philipp (* 1960), deutscher Journalist und Schriftsteller
- Sendker, Reinhold (* 1952), deutscher Politiker (CDU), MdL, MdB
- Sendlein, Lyle (* 1984), US-amerikanischer American-Football-Spieler
- Sendler, Horst (1925–2006), deutscher Jurist, Präsident des Bundesverwaltungsgerichts
- Sendler, Irena (1910–2008), polnische Krankenschwester, die die Kinder-Sektion des Rats für die Unterstützung der Juden (Żegota) organisierteIrena Sendler (1910–2008)

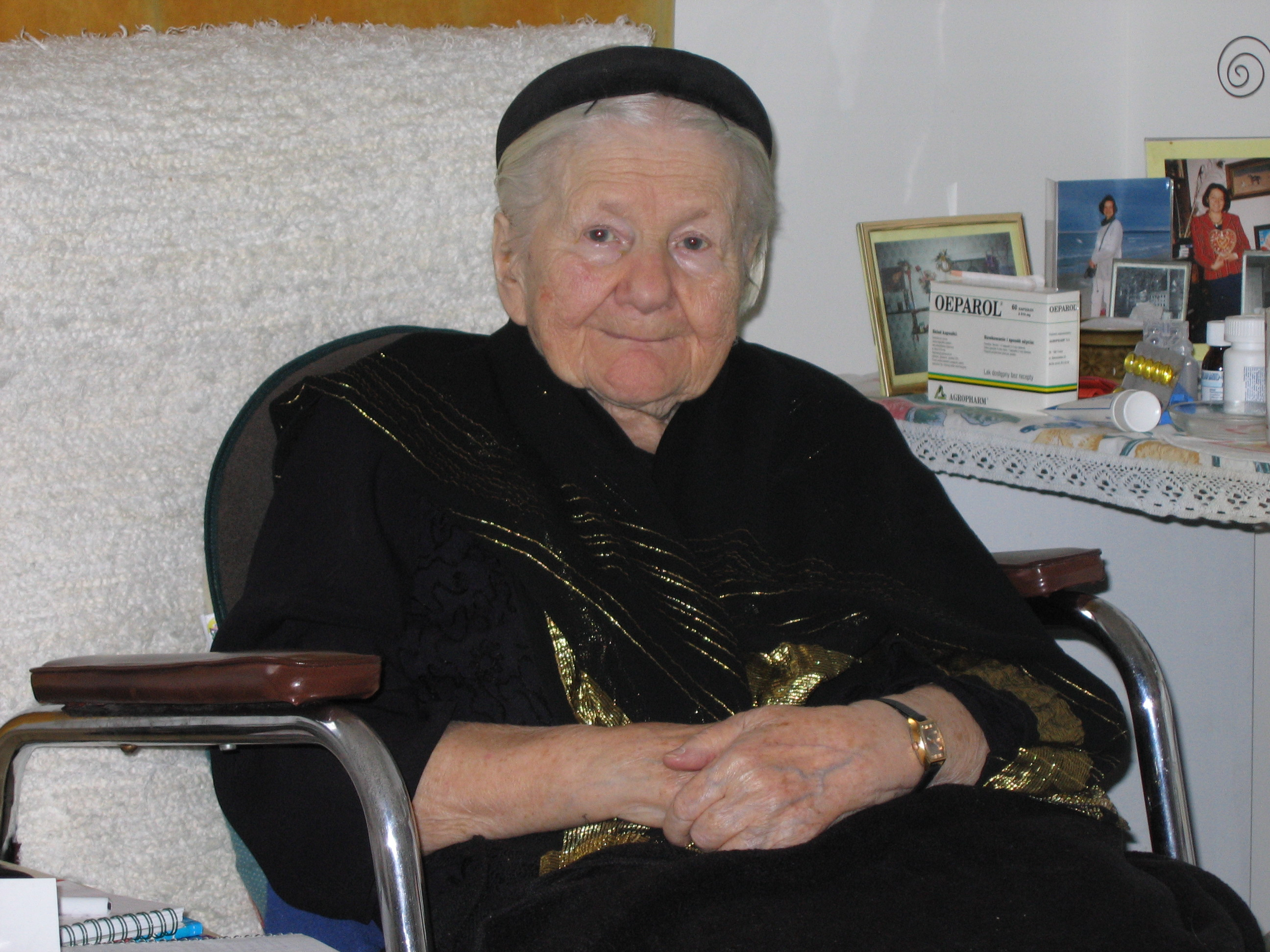
Irena Sendler (1910–2008)

- Sendler, Joachim (1934–2005), deutscher Bildhauer
- Sendler, Ulrich (* 1951), deutscher Publizist, Journalist und Technologieanalyst
- Sendlewski, Edmund (1911–1978), deutscher Politiker (CDU), MdA
- Sendlinger, Marcus (* 1967), deutscher interdisziplinär arbeitender Maler, Musiker, Bildhauer, Schrauber und Kurator
- Sendlmeier, Walter (* 1955), deutscher Sprach- und Kommunikationswissenschaftler
- Sendner, Maya (* 2004), deutsche Volleyballspielerin
- Sendoo, Hadaa (* 1961), mongolischer Dichter und Übersetzer
- Sendow, Blagowest (1932–2020), bulgarischer Mathematiker, Hochschullehrer, Diplomat und Politiker
- Sendrey, Albert Richard (1911–2003), amerikanischer Komponist, Dirigent und Arrangeur
- Sendrey, Eugenie (1884–1955), amerikanisch-österreich-ungarische Sopranistin
- Sendrey, Gérard (1928–2022), französischer Maler und Museumsdirektor
- Sendriūtė, Zinaida (* 1984), litauische Diskuswerferin
- Sendrowski, Günter (* 1925), deutscher Fußballspieler
- Sendrowski, Lutz (1949–2016), deutscher Fußballspieler, -trainer und Vereinslokalbetreiber
- Sendscheid, Peter (* 1965), deutscher Fußballspieler
- Sendt, Thorsten (* 1974), deutscher Eishockeyspieler
- Sendtner, Barbara (1792–1840), deutsche Schriftstellerin, Übersetzerin und Herausgeberin
- Sendtner, Ignaz (1858–1936), deutscher Arzt, Pathologe, Obermedizinalrat und Konservator für Kryptogame
- Sendtner, Johann Jakob Ignaz (1784–1833), deutscher Redakteur und Herausgeber, Schriftsteller, Librettist, Bibliothekar, Philologe und außerordentlicher Professor
- Sendtner, Kurt (1893–1966), liberaler deutscher Journalist und Historiker
- Sendtner, Michael (* 1959), deutscher Neuro- und Zellbiologe
- Sendtner, Otto (1813–1859), deutscher Botaniker und Universitätsprofessor
- Sendtner, Rudolf (1853–1933), deutscher Alpinist, Lebensmittelchemiker und königlicher Professor
- Sendtner, Theodor von (1823–1895), deutscher Jurist, Bankdirektor, Alpinist und Zeichner
- Sendzik, Detlef (1946–2013), deutscher Maler
- Sendzimir, Tadeusz (1894–1989), polnischer Ingenieur, Erfinder von Metallverarbeitungsprozessen

### Sene
- Sene, Alioune (* 1996), senegalesisch-französischer Stabhochspringer
- Sène, Amy (* 1986), senegalesisch-französische Hammerwerferin
- Sène, Badara Mamaya (1945–2020), senegalesischer Fußballschiedsrichter
- Sene, Benjamin (* 1994), französischer Basketballspieler
- Sène, Cory (* 2001), senegalesischer Fußballspieler
- Sène, Fama Diagne (* 1969), senegalesische Dichterin, Schriftstellerin und Dramatikerin
- Sène, Kaly (* 2001), senegalesischer FußballspielerKaly Sène (* 2001)

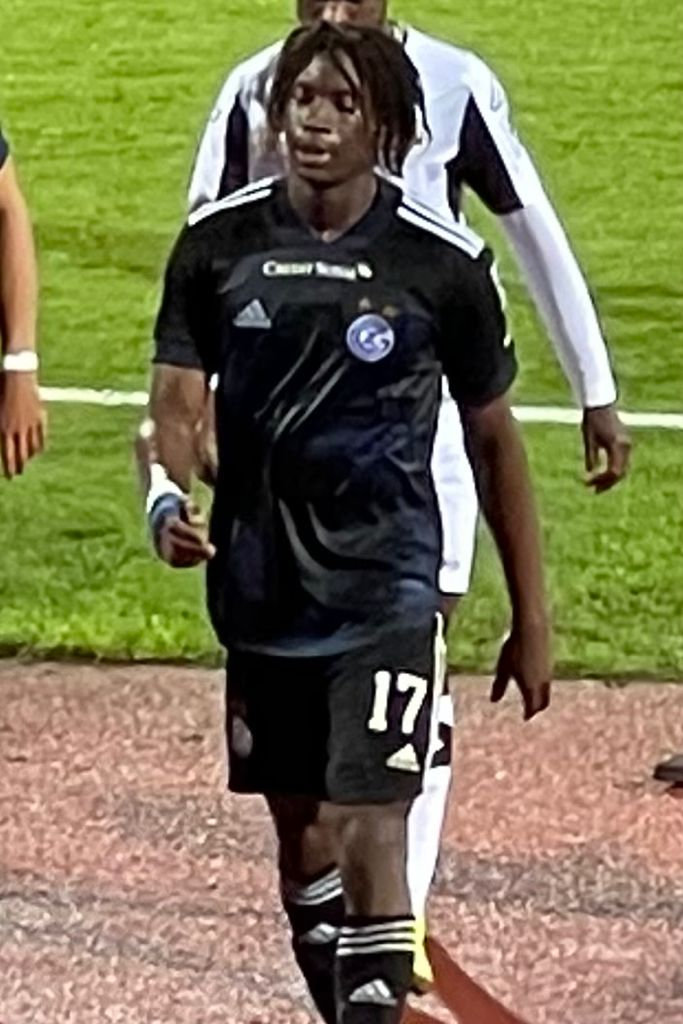
Kaly Sène (* 2001)

- Sène, Oumar (* 1959), senegalesischer Fußballspieler
- Sène, Saër (* 1986), französisch-senegalesischer Fußballspieler
- Seneb, altägyptischer Beamter und Priester
- Seneb, altägyptischer Goldschmied
- Senebhenaes, altägyptische Königin
- Senebhenaf, altägyptischer Wesir
- Senebi, ägyptischer Schatzmeister
- Senebi (Meir), altägyptischer Beamter
- Senebi (Meir), altägyptischer Beamter
- Senebier, Jean (1742–1809), Schweizer reformierter Pfarrer, Naturforscher und Bibliograph
- Senebkay, altägyptischer König der 13. Dynastie
- Senebsen, altägyptische Königin
- Senebsumai, ägyptischer Schatzmeister
- Senebtisi, ägyptische Frau
- Senebui, Hohepriester des Ptah
- Seneca († 65), römischer Philosoph, Dramatiker und StaatsmannSeneca († 65)

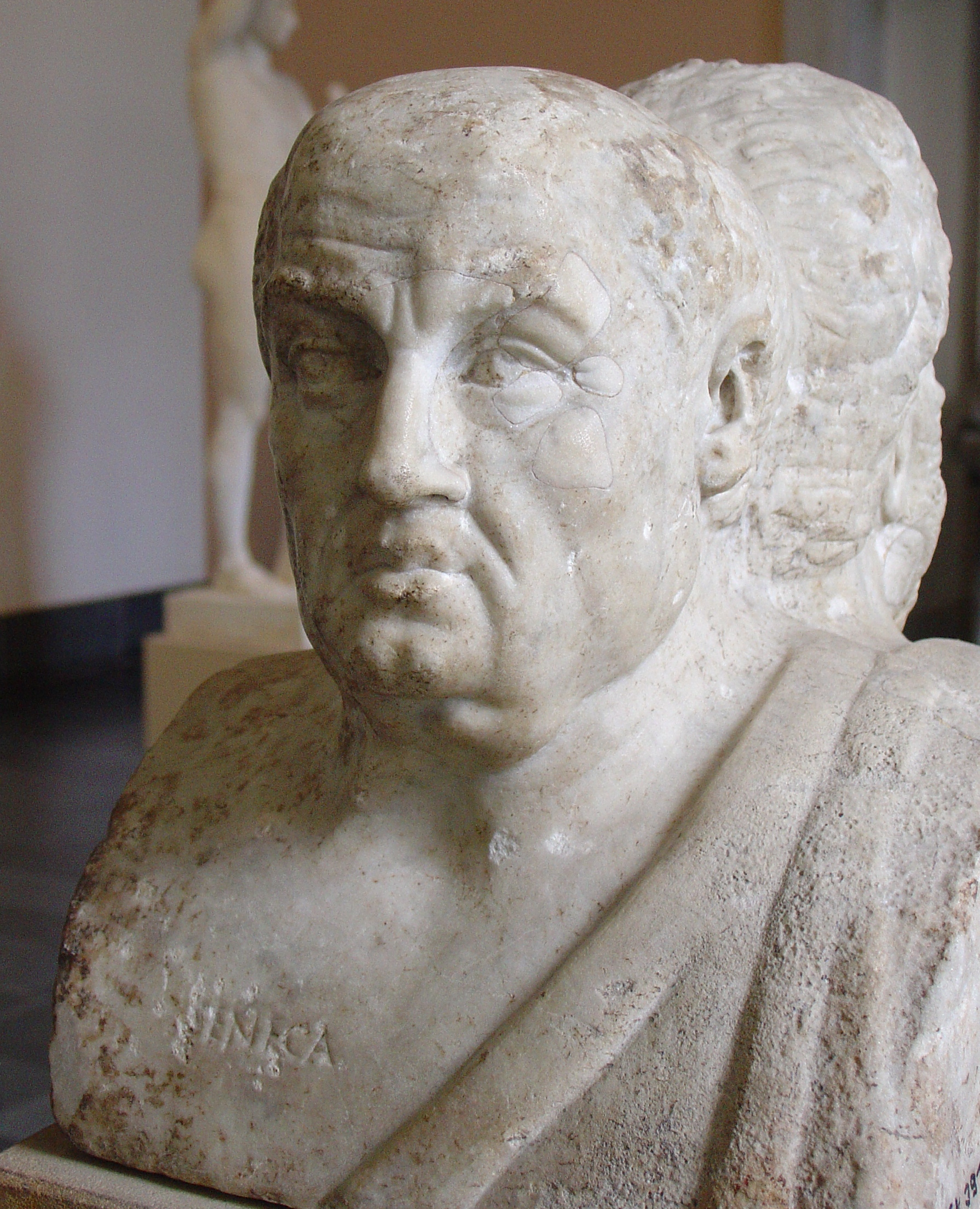
Seneca († 65)

- Seneca der Ältere, römischer Rhetoriker und Schriftsteller
- Seneca, Federico (1923–2019), italienischer Historiker
- Seneca, Jean-Charles (* 1945), monegassischer Degenfechter
- Seneca, Joe (1919–1996), US-amerikanischer Schauspieler und Komponist
- Seneca, Kjeld (* 1950), dänischer Fußballspieler
- Senechal Faust, Anne (* 1936), US-amerikanische Tierzeichnerin
- Sénéchal, Carla (* 1996), französische Bobfahrerin
- Sénéchal, Florian (* 1993), französischer Radrennfahrer
- Sénéchal, Laurent (* 1978), französischer Filmeditor
- Senechal, Marjorie (* 1939), US-amerikanische Mathematikerin
- Sénéchal, Michel (1927–2018), französischer Tenor
- Sénéchal, Robert (1892–1985), französischer Unternehmer und Autorennfahrer
- Senečić, Geno (1907–1992), kroatischer Slawist, Dramatiker und Übersetzer
- Senecio, Herennius († 93), römischer Jurist
- Senecký, Karel (1919–1979), tschechoslowakischer Fußballspieler
- Sened, altägyptischer König
- Senedjemib Inti, ägyptischer Wesir und Baumeister
- Senedjemib Mehi, altägyptischer Wesir und Architekt
- Senee Kaewnam (* 1986), thailändischer Fußballspieler
- Senefanch, altägyptischer Architekt
- Senefelder, Alois (1771–1834), deutscher Erfinder der LithografieAlois Senefelder (1771–1834)

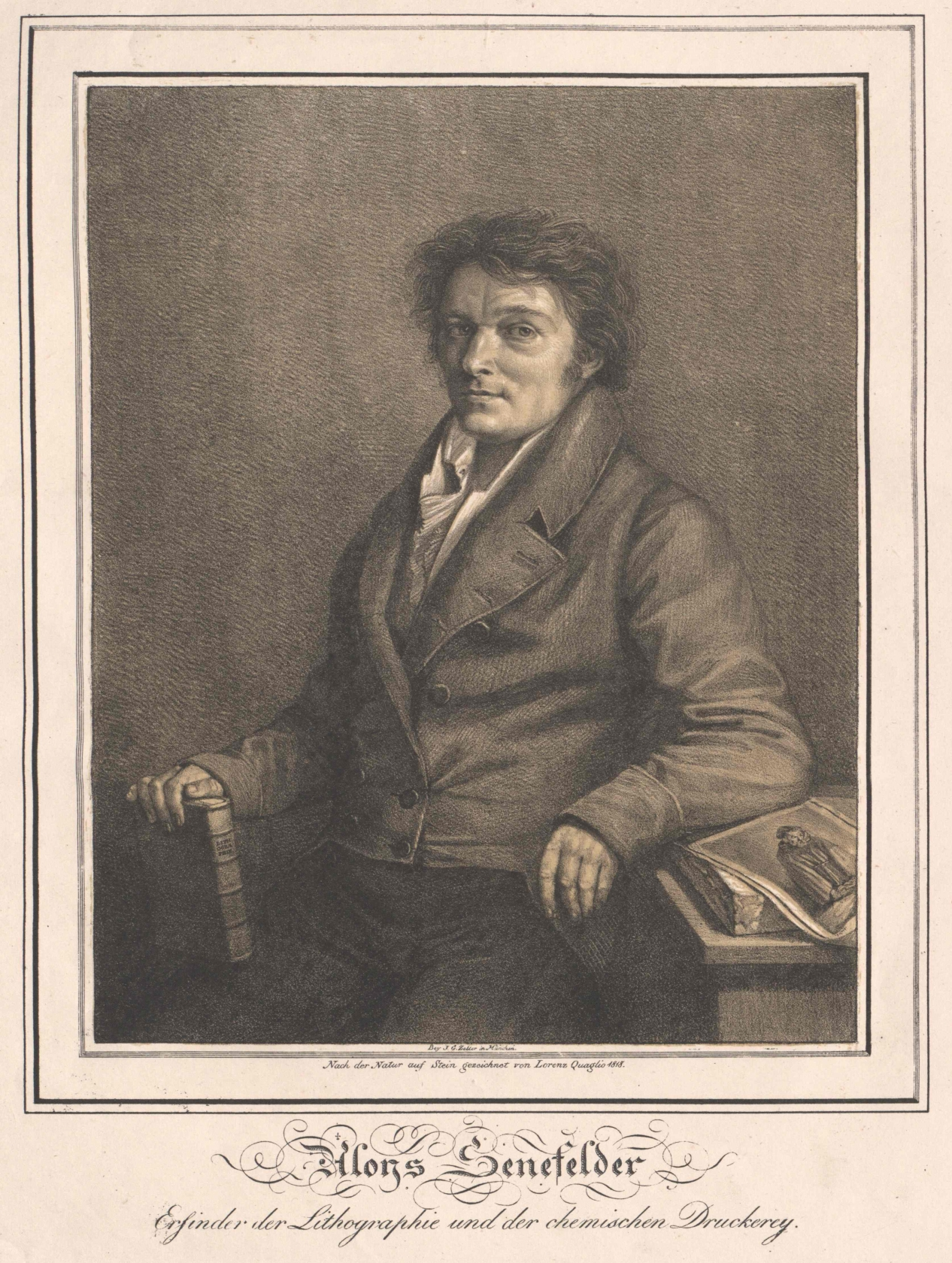
Alois Senefelder (1771–1834)

- Senefer, altägyptischer Beamter in der 6. Dynastie
- Seneff, George P. (1916–1998), US-amerikanischer Offizier, Generalleutnant der US-Army
- Sénégal, Jean-Michel (* 1953), französischer Basketballtrainer und -spieler
- Senekal, Ischke (* 1993), südafrikanische Kugelstoßerin und Diskuswerferin
- Senekovič, Jože (* 1986), slowenischer Radrennfahrer
- Senekowitsch, Helmut (1933–2007), österreichischer Fußballspieler und Fußballtrainer
- Şenel, Elif (* 1978), deutsche Moderatorin und Redakteurin in Hörfunk und Fernsehen
- Şenel, Hazal (* 1992), türkische Schauspielerin
- Şenel, Mehmet Batuhan (* 1996), türkischer Fußballspieler
- Sénélar, Daniel (1925–2001), französischer Maler, Zeichner und Grafiker
- Seneme, João Carlos (* 1958), brasilianischer Ordensgeistlicher, römisch-katholischer Bischof von Toledo
- Senemiah, altägyptischer Schatzhausvorsteher
- Senén Contreras, Juan (1760–1826), spanischer General
- Senen, Cornelis van († 1661), indonesischer Lehrer, calvinistischer Prediger und Landbesitzer
- Senenmut, ägyptischer Baumeister des Neuen ReichsSenenmut

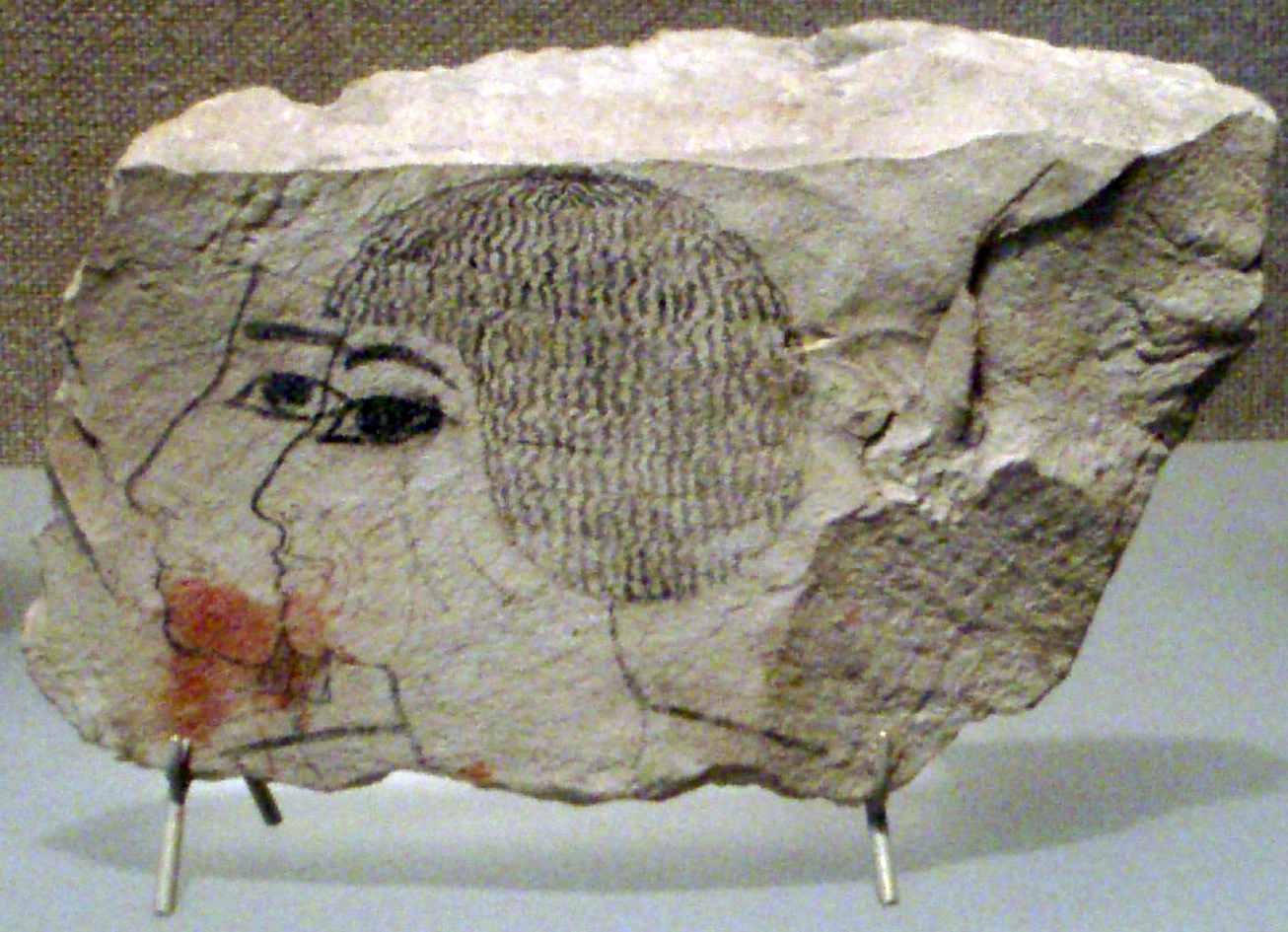
Senenmut

- Senensky, Bernie (* 1944), kanadischer Jazzmusiker
- Senensky, Ralph (* 1923), US-amerikanischer Filmregisseur und Drehbuchautor
- Senenuka, Vorsteher der Pyramidenstadt des Cheops, königlicher Schreiber, Leiter der Wab-Priester
- Sénéor, Roland (1938–2016), französischer Physiker
- Seneqerim Johannes, König von Vaspurakan
- Senequier, Dominique (* 1953), französische Unternehmerin
- Şener, Abdüllatif (* 1954), türkischer Hochschulprofessor, Politiker
- Şener, Demet (* 1977), türkische Schauspielerin
- Sener, James Beverley (1837–1903), US-amerikanischer Politiker
- Şener, Mehmet (1958–1991), kurdisches Führungs- und Gründungsmitglied sowie Dissident der PKK
- Şener, Nedim (* 1966), türkischer Journalist und Autor
- Şener, Sena (* 1998), türkische Popsängerin
- Şener, Yakup (* 1990), türkischer Boxer und Olympiateilnehmer (2012)
- Señeres, Roy (1947–2016), philippinischer Jurist, Politiker und Diplomat
- Sénéry-Besnard, Arthur (1881–1952), französischer Landschaftsmaler und Dekorateur
- Sénès, Henry (1877–1961), französischer Politiker
- Senesi, Marcos (* 1997), argentinischer Fußballspieler
- Senesi, Vauro (* 1955), italienischer Verleger, Comiczeichner, Cartoonist und Karikaturister
- Senesie, Sahr (* 1985), deutscher Fußballspieler sierra-leonischer HerkunftSahr Senesie (* 1985)

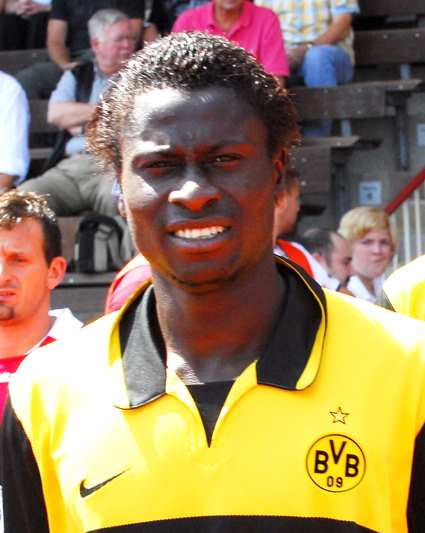
Sahr Senesie (* 1985)

- Senesino (1686–1758), italienischer Opernsänger (Kastrat/Mezzosopran) in London
- Senestrey, Ignatius von (1818–1906), Bischof von Regensburg (1858–1906)
- Senestrey, Karl (1820–1901), deutscher Jurist und Politiker (Zentrum), MdR
- Senet, altägyptische Königin
- Senet Pérez, Rafael (1856–1926), spanischer Maler
- Senet, Daniel (* 1953), französischer Gewichtheber
- Senet-senebtisi, Königstochter der altägyptischen 12. Dynastie
- Senetjer, altägyptischer Handwerksmeister
- Senetnay, altägyptische Frau und Gattin des Sennefer
- Senevirathne, Kasun Kalhar (* 1989), sri-lankischer Leichtathlet
- Seneviratne, Sonia (* 1974), Schweizer Klimawissenschaftlerin
- Seney, Brett (* 1996), kanadischer Eishockeyspieler
- Seney, George E. (1832–1905), US-amerikanischer Politiker
- Seney, Joshua (1756–1798), US-amerikanischer Politiker

### Senf
- Senf, Bernd (* 1944), deutscher Volkswirtschaftler und Hochschullehrer
- Senf, Gunar (* 1951), deutscher Sportpädagoge und Hochschullehrer
- Senf, Helmut (1933–2025), deutscher Metallgestalter und Maler
- Senf, Hermann (1878–1979), deutscher Architekt
- Senf, Jochen (1942–2018), deutscher Schauspieler und Schriftsteller
- Senf, Karl Friedrich (1739–1814), deutscher evangelischer Theologe und Kirchenlieddichter
- Senf, Klaus (1923–1991), deutscher Offizier, zuletzt Generalmajor
- Senf, Margit (* 1943), deutsche Eiskunstläuferin
- Senf, Paul (1915–1998), deutscher Volkswirt, Hochschullehrer und Politiker
- Senfelder, Leopold (1864–1935), österreichischer Medizinhistoriker und Mediziner
- Senff, Bartholf (1815–1900), deutscher Musikschriftsteller und -verleger
- Senff, Carl Adolf (1785–1863), deutscher Maler der Biedermeierzeit
- Senff, Emil Alexander Wilhelm (1807–1879), Justizkommissär in der Provinz Posen
- Senff, Hubertus (1935–2004), deutscher Generalmajor
- Senff, Karl August (1770–1838), deutschbaltischer Maler, Kupferstecher und Graphiker
- Senff, Martin (* 1980), deutscher Schachspieler und -trainer
- Senff, Nida (1920–1995), niederländische Schwimmerin
- Senff, Reinhard (* 1956), deutscher Klassischer Archäologe
- Senff, Samuel (1612–1688), sächsischer evangelisch-lutherischer Geistlicher
- Senff, Theresa (* 1982), deutsche Radrennfahrerin
- Senff, Wolfgang (* 1941), deutscher Volkswirt, Pädagoge und Politiker (SPD), MdL
- Senffleben, Otto (1867–1936), deutscher protestantischer Theologe
- Senfft von Pilsach, Adam Friedrich (1723–1783), deutscher kursächsischer Kreishauptmann des Kurkreises, Oberaufseher der Saalflöße und Besitzer der Rittergüter Zscheiplitz und Oberschmon
- Senfft von Pilsach, Adolf (1816–1897), sächsischer General der Kavallerie
- Senfft von Pilsach, Arnold (1859–1919), deutscher Politiker, Präsident des Munizipalrates von Apia, Landeshauptmann von Westpreußen und Landrat
- Senfft von Pilsach, Bodo (1866–1937), deutscher Generalleutnant
- Senfft von Pilsach, Ernst (1795–1882), Oberpräsident der preußischen Provinz Pommern
- Senfft von Pilsach, Friedrich (1741–1822), sächsischer Generalmajor
- Senfft von Pilsach, Gustav (1790–1867), königlich-sächsischer Generalleutnant
- Senfft von Pilsach, Hugo (1821–1903), sächsischer General der Kavallerie
- Senfft von Pilsach, Ludwig (1774–1853), sächsischer und österreichischer Diplomat und Politiker
- Senfft von Pilsach, Maximilian (1828–1903), preußischer Landrat
- Senfft von Pilsach, Maximilian (1854–1931), königlich-sächsischer Generalmajor
- Senfft, Alexandra (* 1961), deutsche Islamwissenschaftlerin, Journalistin und AutorinAlexandra Senfft (* 1961)

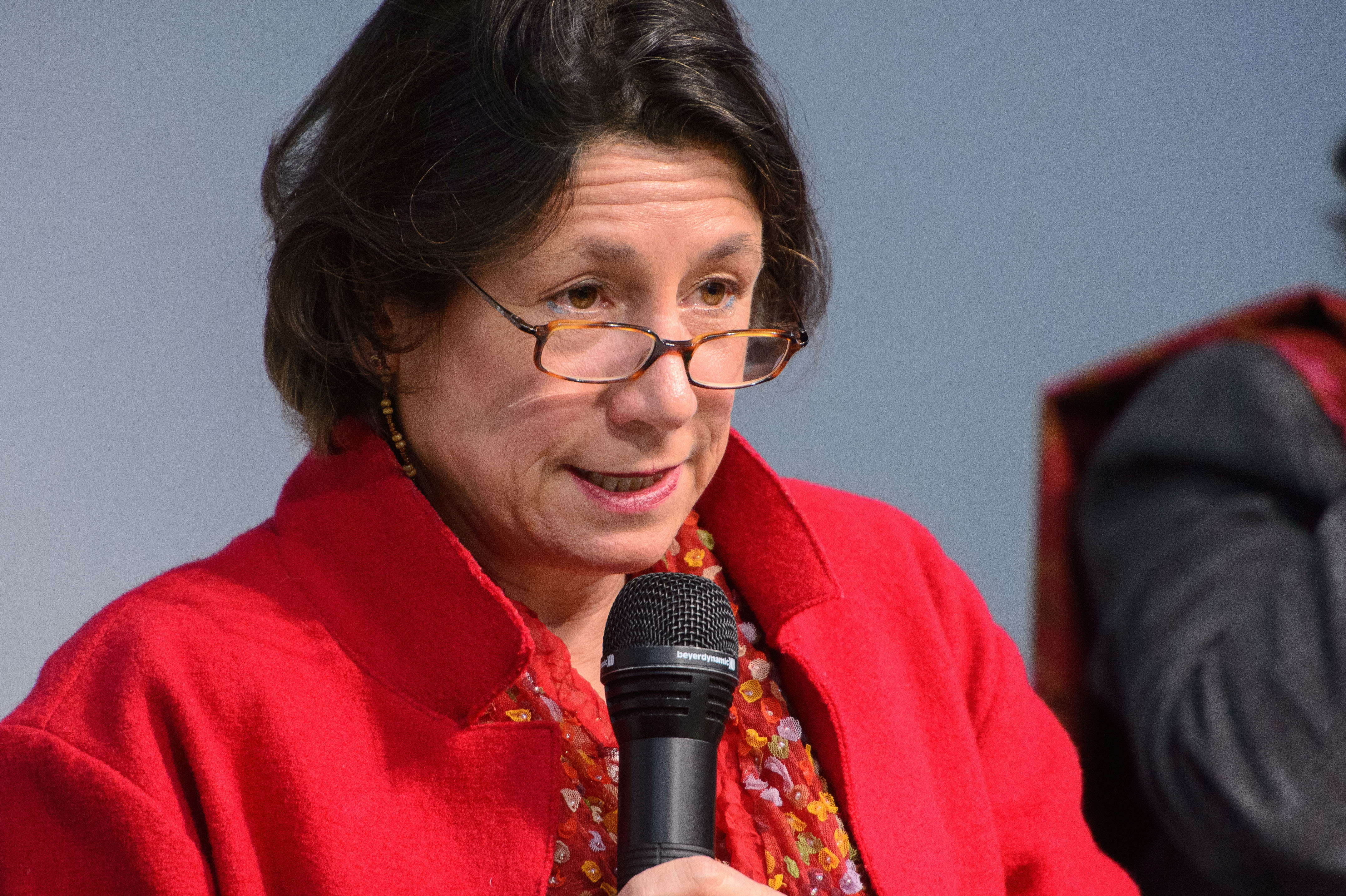
Alexandra Senfft (* 1961)

- Senfft, Arno (1864–1909), Kaiserlicher Bezirksamtmann
- Senfft, Hans-Werner (* 1954), deutscher Politiker (Bündnis 90/Die Grünen), MdB
- Senfft, Heinrich (1928–2017), deutscher Medienanwalt und Publizist
- Senfft, Ilse von (1916–1998), deutsche Sendewartin
- Senfft, Ronaldo (* 1954), brasilianischer Segler
- Senfft, Wilhelm (1795–1873), nassauischer Politiker
- Senfftleben, Georges (1922–1998), französischer Bahnradsportler
- Senfftleben, Henri (1910–1955), französischer Autorennfahrer
- Senfl, Ludwig († 1543), deutsch-schweizerischer Komponist
- Šenfluk, Jerry (1946–2019), tschechischer Jazzmusiker
- Senft, Christophe (1914–1988), Schweizer evangelischer Geistlicher und Hochschullehrer
- Senft, Didi (* 1952), deutscher Konstrukteur von FahrradkuriositätenDidi Senft (* 1952)

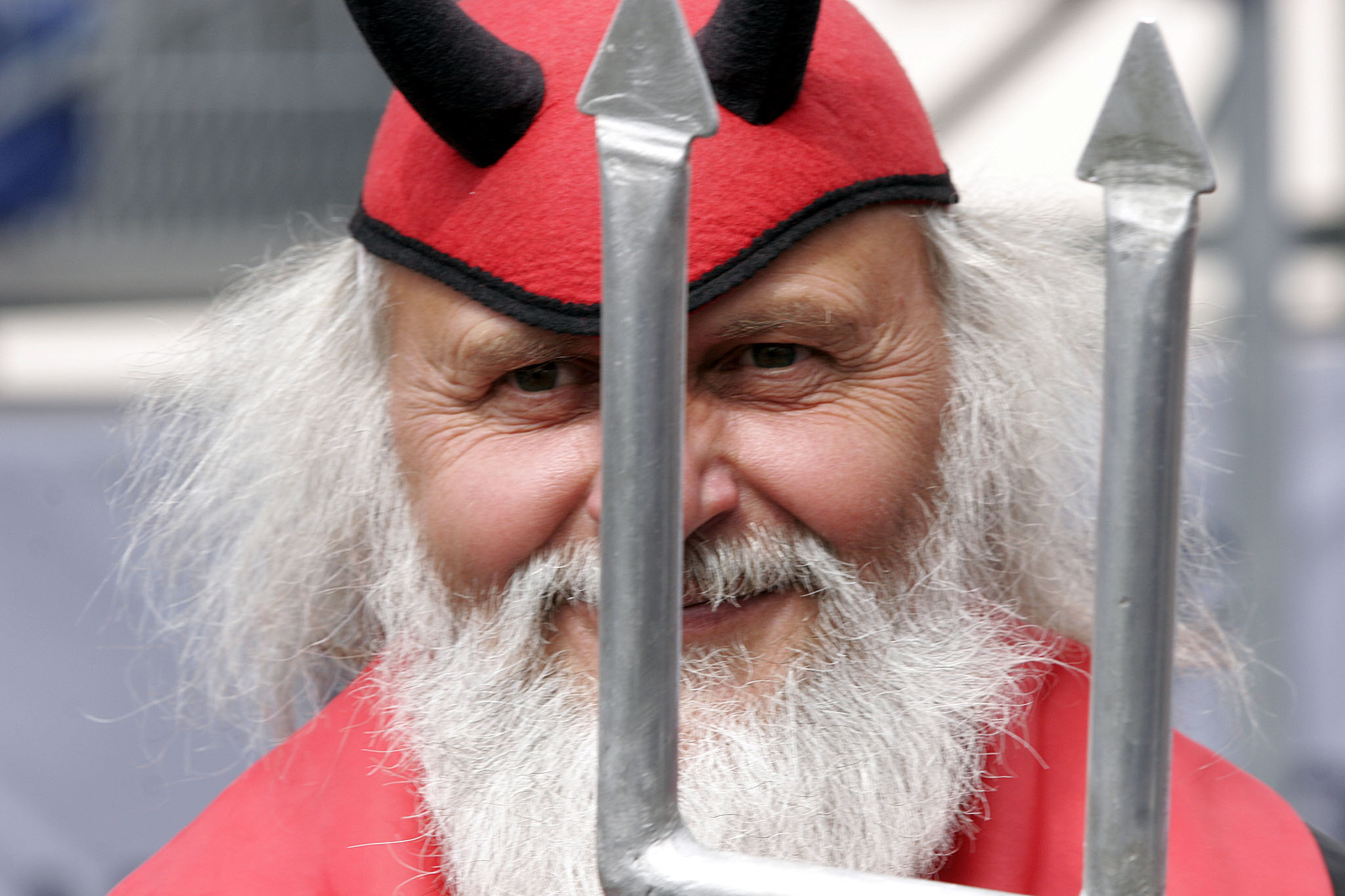
Didi Senft (* 1952)

- Senft, Dieter (* 1962), deutscher Kulturmanager und Operndirektor
- Senft, Emanuel (1870–1922), österreichischer Pharmazeut
- Senft, Ernst-Arved (1844–1903), Schweizer evangelischer Geistlicher und Bischof der Evangelischen Brüder-Unität
- Senft, Ferdinand (1808–1893), deutscher Geologe, Mineraloge, Bodenkundler und Botaniker
- Senft, Fritz (1922–1997), schweizerischer Schriftsteller
- Senft, Gabriele (* 1949), deutsche Fotografin
- Senft, Gerhard (* 1956), österreichischer Ökonom und Hochschullehrer
- Senft, Gunter (* 1952), deutscher Sprachwissenschaftler
- Senft, Haro (1928–2016), deutscher Filmproduzent, Filmregisseur und Drehbuchautor
- Senft, Jan-Simon (* 1982), deutscher Florettfechter
- Senft, Josef (1944–2023), deutscher römisch-katholischer Theologe
- Senft, Juri (* 1993), deutscher Schauspieler
- Senft, Maximilian (* 1989), österreichischer Fußballspieler, -trainer und Pokerspieler
- Senft, Michael (* 1972), deutscher Kanute
- Senft, Peter (* 1949), deutscher Politiker (SPD), MdBB
- Senft, Xaver (1919–1984), deutscher Steinmetz, Gewerkschafter und Senator (Bayern)
- Senftenberg, Paul (* 1967), österreichischer Schriftsteller
- Senfter, Johanna (1879–1961), deutsche Komponistin
- Senftleben, Bruno (1905–1976), deutscher Widerstandskämpfer gegen den Nationalsozialismus
- Senftleben, Gertrud (1906–1996), deutsche Widerstandskämpferin gegen den Nationalsozialismus
- Senftleben, Günther (1925–1982), deutscher Kameramann
- Senftleben, Heinz (1919–1996), deutscher Fußballspieler
- Senftleben, Hermann (1890–1975), deutscher Physiker und Physikochemiker
- Senftleben, Ingo (* 1974), deutscher Politiker (CDU), MdLIngo Senftleben (* 1974)

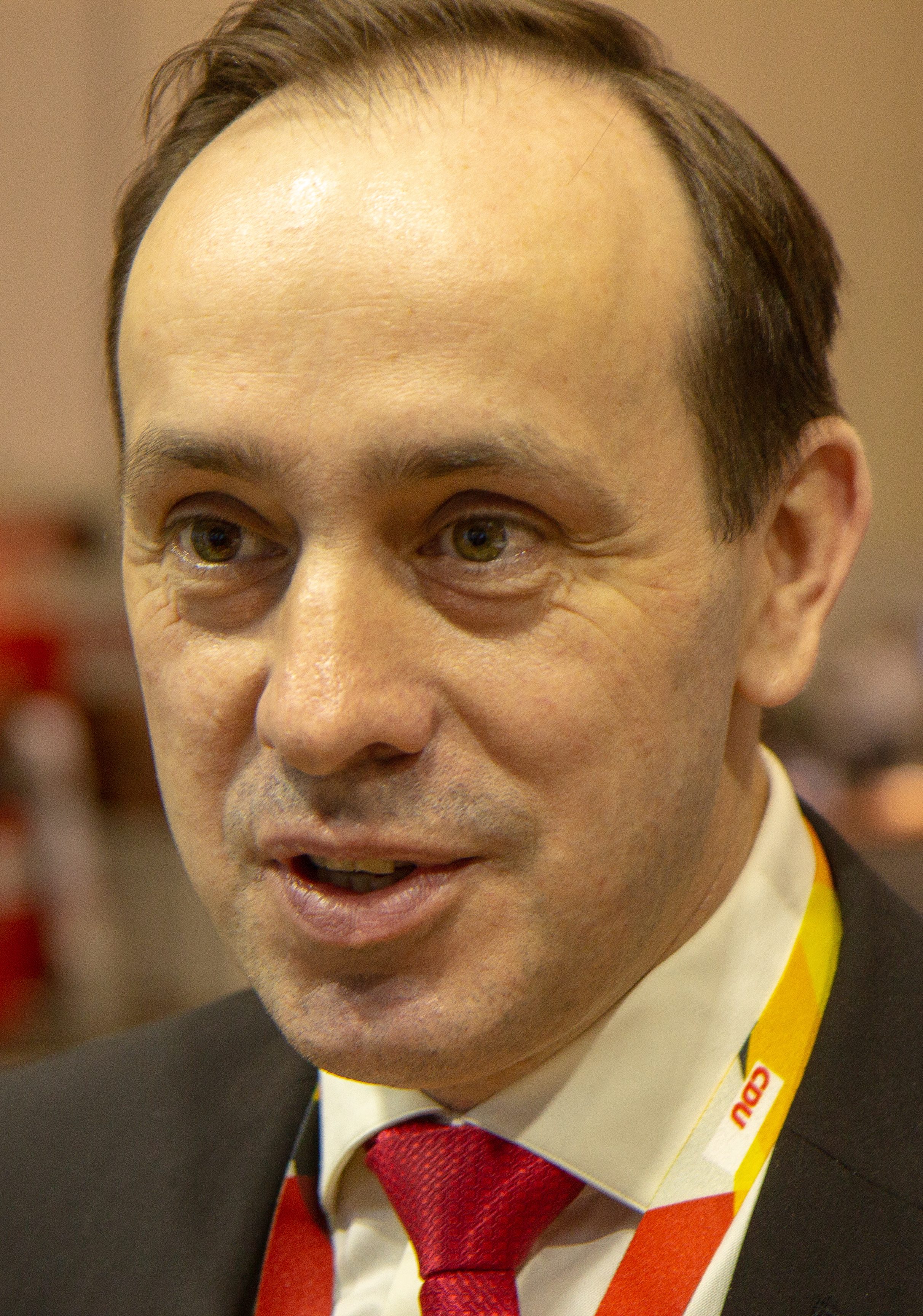
Ingo Senftleben (* 1974)

- Senftleben, Martin, niederländischer Jurist und Hochschullehrer
- Senftleben, Mieke (* 1952), deutsche Politikerin (FDP), MdA
- Senftleben, Phillip von (* 1970), deutscher Rundfunksprecher und Autor
- Senftleben, Volker (* 1975), deutscher Politiker (SPD), MdL (Niedersachsen)
- Senftleben, Werner (1925–2007), deutscher Schauspieler, Sprecher für Funk und Synchron
- Senftleben, Wilhelm (1905–1992), deutscher Politiker (KPD), Bürgermeister von Görlitz

### Seng
- Seng, Anja (* 1973), deutsche Wirtschaftswissenschaftlerin und Unternehmerin
- Seng, Coleen (* 1936), US-amerikanische Politikerin
- Seng, Eva-Maria (* 1961), deutsche Kunsthistorikerin und Empirische Kulturwissenschaftlerin
- Seng, Helmut (* 1961), deutscher Klassischer Philologe und Patristiker
- Seng, Ken, US-amerikanischer Kameramann
- Seng, Lilian (1920–2015), deutsche Filmeditorin
- Seng, Marc O. (* 1975), deutscher Drehbuchautor
- Seng, Theary (* 1971), kambodschanisch-US-amerikanische Menschenrechtsaktivistin, Juristin und Autorin
- Seng, Willi (1909–1944), deutscher Widerstandskämpfer gegen den Nationalsozialismus
- Sengai (1750–1837), japanischer buddhistischer Mönch
- Şengalî, Zekî (1952–2018), türkischer Politiker und Mitglied der Union der Gemeinschaften Kurdistans, sowie Mitglied der kurdischen PKK
- Sengaphone, Thongbanh (1953–2014), laotischer Politiker
- Sengbusch, Alexander Gottschalk von (1738–1800), Kaufmann und Bürgermeister in Riga
- Sengbusch, Alexander von (1796–1883), deutsch-baltischer evangelischer Geistlicher
- Sengbusch, Carl Gustav von (1843–1924), deutsch-baltischer Fabrikant, Kunstsammler und Mäzen
- Sengbusch, Gregor von (* 1823), deutsch-baltischer Offizier in russischen Diensten
- Sengbusch, Johannes von (1828–1907), deutsch-baltischer Pädagoge im russischen Schuldienst
- Sengbusch, Reinhold von (1898–1985), deutscher Botaniker
- Sengcan († 606), 3. Patriarch des Chan, 2. Nachfolger von Bodhidharma
- Senge († 1291), religiöses Oberhaupt des chinesischen Yuan-Reiches
- Senge, Günter (1927–1994), deutscher Verwaltungsjurist und Maler
- Senge, Josef August (1906–1941), deutscher Fabrikarbeiter, der im Rahmen der „Aktion T4“ ermordet wurde
- Senge, Katharina (* 1982), deutsche Politikerin (CDU)
- Senge, Lena-Larissa (* 1993), deutsche Jazzmusikerin (Gesang, Komposition)
- Senge, Motomaro (1888–1948), japanischer Dichter
- Senge, Paul (1890–1913), deutscher Flugpionier
- Senge, Peter M. (* 1947), US-amerikanischer Organisationsmanager und Wirtschaftsberater
- Senge, Stephan Reimund (* 1934), deutscher Ordensgeistlicher, Theologe, Schriftsteller, Dichter und Entwicklungshelfer
- Senge, Stephanie (* 1972), deutsche Künstlerin
- Senge-Platten, Eugen (1890–1972), deutscher Künstler, Maler, Bildhauer
- Sengebau, Jerrlyn Uduch senior (* 1965), palauische Politikerin
- Sengebusch, Steffen (* 1971), deutscher Film- und Theaterproduzent
- Sengeh, David (* 1986), sierra-leonischer Politiker
- Sengel, Adolf (1869–1944), deutscher Elektroingenieur
- Sengelaub, Peter († 1622), Maler, Baumeister
- Sengelmann, Heinrich Matthias (1821–1899), deutscher Pastor, Gründer der Alsterdorfer Anstalten
- Sengelmann, Julian (* 1982), deutscher Schauspieler, Musiker, Moderator, Sprecher und Theologe
- Sengenberger, Armin (* 1975), deutscher Schauspieler
- Sengenhoff, Werner (1906–1944), deutscher Psychiater und Euthanasietäter
- Senger und Etterlin, Ferdinand von (1923–1987), deutscher General der Bundeswehr
- Senger und Etterlin, Fridolin von (1891–1963), deutscher General der Panzertruppe im Zweiten WeltkriegFridolin von Senger und Etterlin (1891–1963)

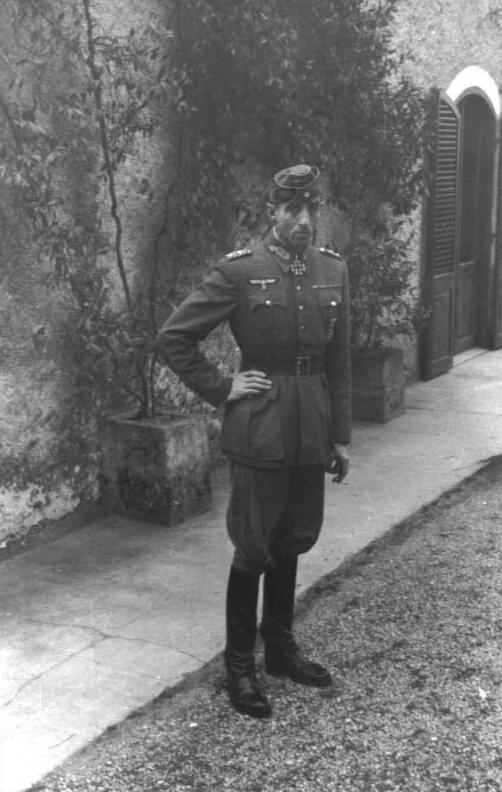
Fridolin von Senger und Etterlin (1891–1963)

- Senger, Adam (1860–1935), deutscher Geistlicher, Bamberger Weihbischof
- Senger, Adrian Arthur (1926–2016), deutscher Maler und Grafiker
- Senger, Alexander (1840–1902), deutscher Theaterschauspieler, -regisseur und -intendant
- Senger, Alexander von (1880–1968), Architekt und Architekturtheoretiker in der Schweiz und dem Deutschland des Nationalsozialismus
- Senger, Basilius (1920–1990), deutscher Theologe
- Senger, Doris (* 1959), deutsche Politikerin (AfD)
- Senger, Friedrich (1886–1936), deutscher Gewerkschafter und Widerstandskämpfer
- Senger, Gerti (* 1942), österreichische Moderatorin und PsychologinGerti Senger (* 1942)

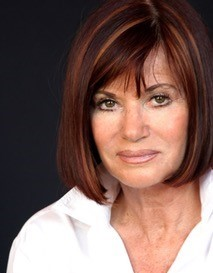
Gerti Senger (* 1942)

- Senger, Günther (* 1903), deutscher Politiker (NSDAP), MdPl
- Senger, Hans (1925–2004), österreichischer Skirennläufer
- Senger, Harro von (* 1944), Schweizer Jurist und Sinologe
- Senger, Hugo de (1835–1892), deutscher Komponist, Dirigent und Musikpädagoge
- Senger, Jochen (1929–2016), deutscher Maler und Bildhauer
- Senger, Klaus (* 1945), deutscher Fußballspieler
- Senger, Ludwig von (1873–1937), deutscher Landschaftsmaler
- Senger, Marvin (* 2000), deutscher Fußballspieler
- Senger, Rainer, deutscher Offizier
- Senger, Roland, deutscher Basketballtrainer
- Senger, Rose (1869–1945), deutsche Ärztin, Gynäkologin, Pädiaterin und Geburtshelferin
- Senger, Ulrich (1900–1973), deutscher Ingenieur und Hochschullehrer
- Senger, Valentin (1918–1997), deutscher Schriftsteller russisch-jüdischer Herkunft
- Senger, Verena, deutsche Hockeyspielerin und Behindertensportlerin, Goldmedaillengewinnerin bei Special Olympics World Summer Games
- Senger, Viktor (1870–1942), deutscher Theater- und Filmschauspieler
- Senger, Werner, deutscher Handballspieler
- Senger, Wolfgang (1925–2009), deutscher leitender Verwaltungsbeamter des Landes Niedersachsen
- Senger-Schäfer, Kathrin (* 1962), deutsche Politikerin (Die Linke), MdB
- Senger-Weiss, Elly, österreichische Filmproduzentin und Regisseurin
- Senger-Weiss, Heidi (1941–2023), österreichische Logistikunternehmerin
- Sengera, Jürgen (* 1943), deutscher Bankier
- Sengers, Anneke Levelt (1929–2024), niederländisch-amerikanische Physikerin
- Sengers, Arnoud (1887–1970), niederländischer Karambolagespieler und Funktionär
- Senges, Max (* 1978), deutscher Informationswissenschaftler
- Sengestake, Johann († 1541), Lübecker Salzkaufmann und Ratsherr der Wullenweverzeit
- Sengewald, Christian (* 1977), deutscher Schauspieler
- Sengewald, Dietmar (* 1953), deutscher Fußballspieler
- Şengezer, Muhammed (* 1997), türkischer Fußballtorhüter
- Sengfelder, Christian (* 1995), deutscher BasketballspielerChristian Sengfelder (* 1995)

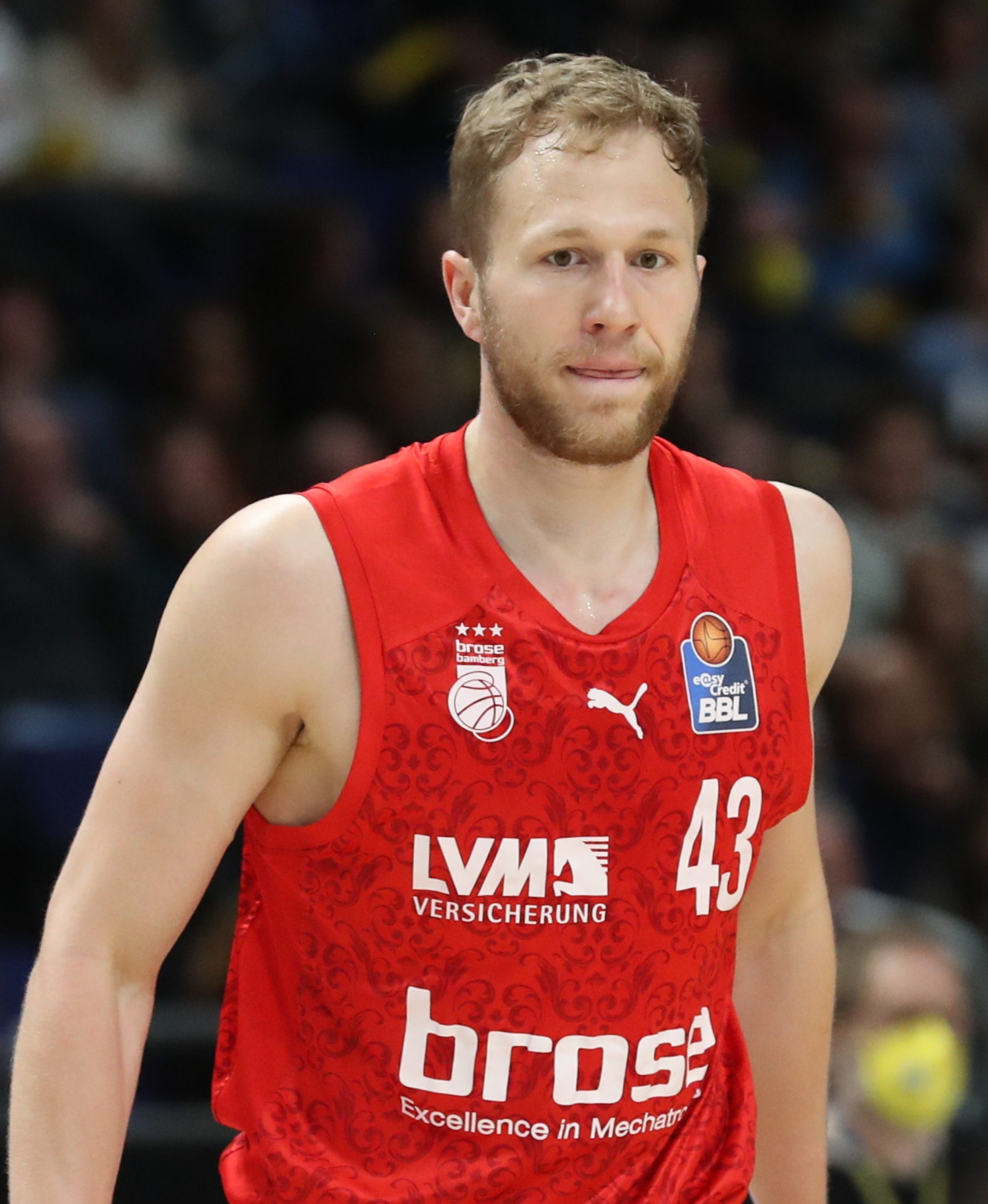
Christian Sengfelder (* 1995)

- Sengge Düüreng (1522–1586), Khan der Tümed (1582–1586)
- Sengge, Khungtaidschi († 1671), Khan des Dsungarischen Khanats
- Senggerinchin (1811–1865), Mongolenprinz im Dienste der Qing-Dynastie
- Senghaas, Dieter (* 1940), deutscher Politikwissenschaftler und Friedensforscher
- Senghaas-Knobloch, Eva (* 1942), deutsche Arbeitswissenschaftlerin, Politologin und Friedensforscherin
- Senghas, Karlheinz (1928–2004), deutscher Botaniker
- Senghaus, Sonja Viola (* 1948), deutsche Lyrikerin
- Senghofer, Franz (1904–1998), österreichischer Erwachsenenbildner
- Senghor, Augustin Diamacoune (1928–2007), senegalesischer Priester und Politiker
- Senghor, Cheikh Diamanka (* 2001), spanisch-senegalesischer Fußballspieler
- Senghor, Lamine (1889–1927), senegalesischer Politiker
- Senghor, Léopold Sédar (1906–2001), senegalesischer Dichter und Politiker, Mitglied der Nationalversammlung (Frankreich)Léopold Sédar Senghor (1906–2001)

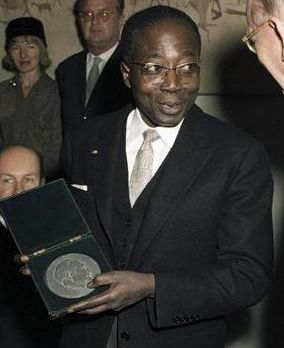
Léopold Sédar Senghor (1906–2001)

- Senghore, Aboubacar (* 1968), gambischer Politiker und Hochschullehrer
- Senghore, Alasan, gambischer Verbandsfunktionär
- Senghore, Madani (1968–2023), gambischer Kommodore und Oberbefehlshaber der Gambia Navy
- Senghore, Thomas G. G. (1936–2021), gambischer Ökonom
- Sengier, Edgar (1879–1963), belgischer Bergbauingenieur
- Sengl, Deborah (* 1974), österreichische Künstlerin
- Sengl, Gisela (* 1960), deutsche Politikerin (Bündnis 90/Die Grünen), MdL
- Sengl, Peter (* 1945), österreichischer Maler
- Senglaub, Adolf (* 1873), deutscher Maler, Werbegrafiker und Plakatkünstler
- Senglaub, Brigitte (* 1958), Schweizer Sprinterin
- Senglaub, Konrad (1926–2016), deutscher Zoologe
- Senglaub, Lutz-Rainer (* 1943), deutscher Politiker (CDU)
- Sengle, Claude de la (1494–1557), Großmeister des Malteserordens
- Sengle, Friedrich (1909–1994), deutscher Germanist und Literaturhistoriker
- Sengler, Jakob (1799–1878), deutscher Philosoph, katholischer Theologe
- Sengoku, Noriko (1922–2012), japanische Schauspielerin
- Sengoku, Ren (* 1990), japanischer Fußballspieler
- Sengoku, Yoshito (1946–2018), japanischer Politiker der Demokratischen Partei (Maehara-Gruppe)
- Sengol, Gabriel Lawrence (1928–2012), indischer Geistlicher, römisch-katholischer Bischof von Tiruchirapalli
- Şengonca, Çetin (* 1941), deutscher Entomologe
- Şengör, Celâl (* 1955), türkischer GeologeCelâl Şengör (* 1955)

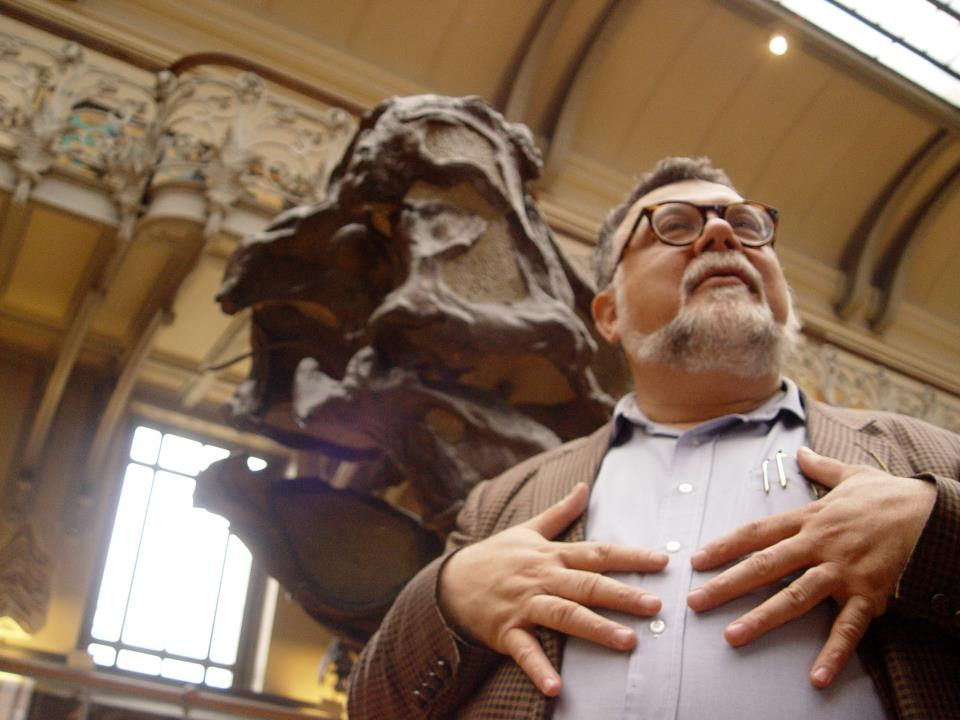
Celâl Şengör (* 1955)

- Sengpiel, Eberhard (1940–2014), deutscher Tonmeister und Lehrbeauftragter
- Sengre, Henri, französischer Militärkartograph
- Sengschmitt, Berthold (1801–1852), österreichischer Benediktiner und Mundartdichter
- Sengstack, Christiane (1783–1867), deutsche Pianistin und Sängerin
- Sengstbradl, Joseph (1837–1908), österreichischer Politiker, Landtagsabgeordneter
- Sengstbratl, Gerda (* 1960), österreichische Autorin
- Sengstock, Larry (* 1960), australischer Basketballspieler
- Sengstschmid, Helli (* 1944), österreichische Eiskunstläuferin
- Sengstschmid, Johann (* 1936), österreichischer Komponist und Musiktheoretiker
- Sengstschmid, Walter (* 1947), österreichischer Organist, Komponist und Chorleiter
- Sengteller, Karla (* 1990), deutsche Schauspielerin
- Senguerdius, Arnoldus (1610–1667), niederländischer Physiker und Philosoph
- Senguerdius, Wolferdus (1646–1724), niederländischer Naturphilosoph
- Şengül, Şafak (* 1994), deutsche Schauspielerin
- Şengül, Ziya (1944–2023), türkischer Fußballspieler und -trainer
- Şengün, Alperen (* 2002), türkischer BasketballspielerAlperen Şengün (* 2002)

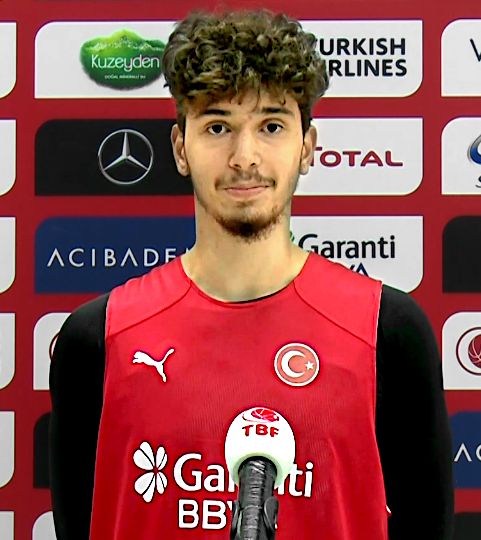
Alperen Şengün (* 2002)

- Şengün, Hasan (* 1961), türkischer Fußballspieler
- Sengupta, Aditya Vikram (* 1983), indischer Filmregisseur
- Sengupta, Mallika (1960–2011), indische Autorin und Feministin
- Sengupta, Rituparna (* 1970), indische Schauspielerin
- Sengvanny, Somlith (* 1999), laotischer Fußballspieler
- Sengyou (445–518), buddhistischer Meister und Historiker
- Sengzhao, buddhistischer Mönchsgelehrter und Philosoph

### Senh
- Senheim, Adelheid von, deutsche Äbtissin im Kloster Stuben
- Senheim, Friedrich von († 1359), deutscher Abt in der Benediktinerabtei Brauweiler
- Senheim, Otto von (1601–1662), deutscher Weihbischof, Titularbischof von Aschdod und Generalvikar in Trier
- Senhime (1597–1666), älteste Tochter von Tokugawa Hidetada
- Senhit (* 1979), italienische Sängerin
- Senhofer, Karl (1841–1904), österreichischer Chemiker

### Seni
- Seni, Bürgermeister von Theben, Vizekönig von Kusch
- Seni Pramoj (1905–1997), thailändischer Jurist, Diplomat und Politiker
- Seni, Giovanni Battista († 1656), italienischer AstrologeGiovanni Battista Seni († 1656)

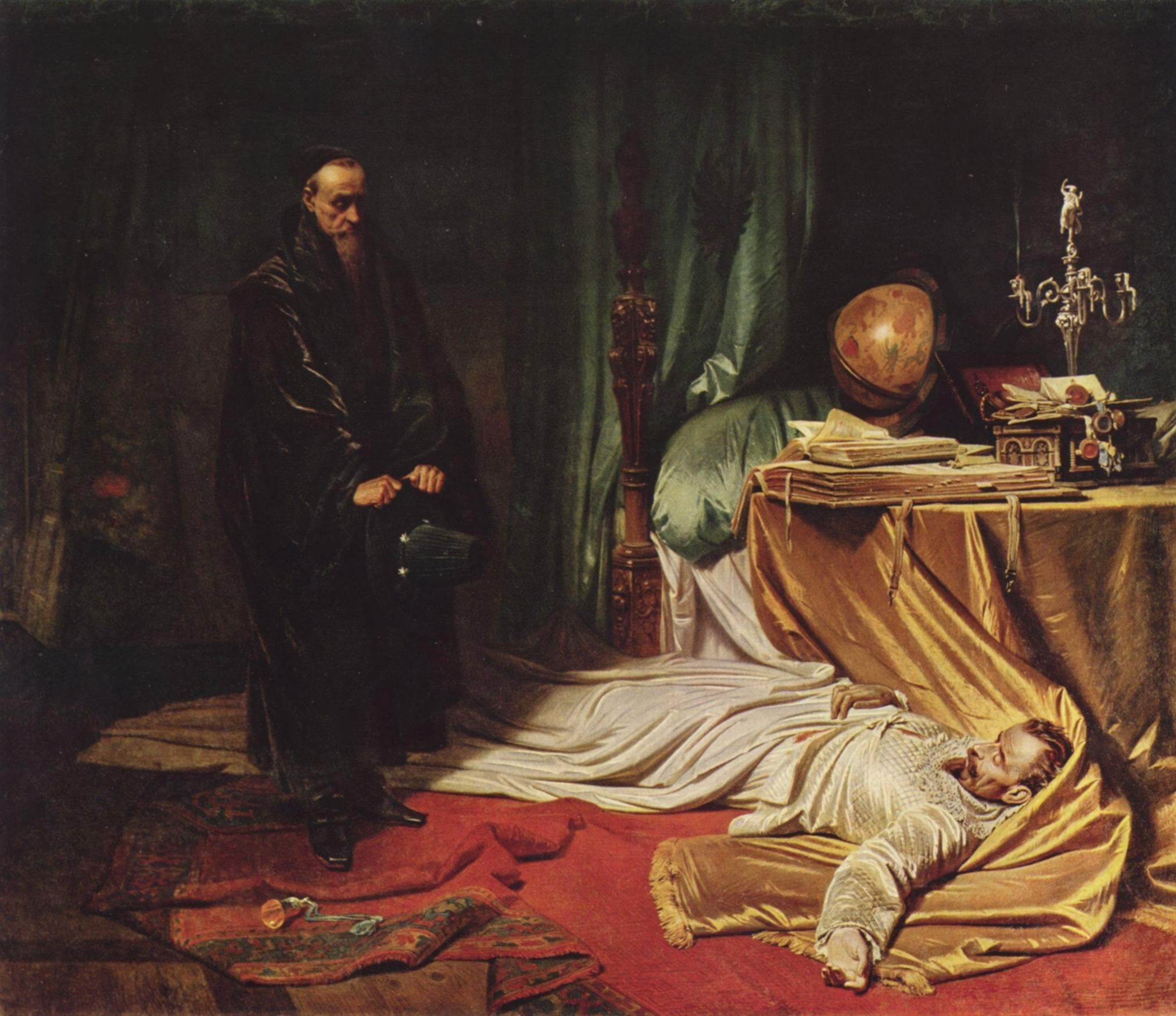
Giovanni Battista Seni († 1656)

- Senić, Natalija (* 2003), serbische Tennisspielerin
- Seničevs, Pāvels (1924–1997), sowjetischer Sportschütze
- Senidah (* 1985), slowenische Sängerin und Songwriterin
- Senil, İbrahim Hilmi (1903–1981), türkischer Richter, Präsident des Verfassungsgerichts der Türkei
- Senilagakali, Jona (1929–2011), fidschianischer Arzt, Diplomat und Politiker
- Senilow, Wladimir Alexejewitsch (1875–1918), russischer Komponist
- Senimen, Lehrer und Verwalter der Neferure
- Senin, Adolf (* 1903), sowjetischer Spion und stalinistischer Agent provocateur
- Senin, Gök (* 1966), deutscher Journalist und Autor
- Senior Quevedo, Alfonso (1912–2004), kolumbianischer Fußballfunktionär
- Senior Teixeira, Isaac Chaim (1631–1705), Kaufmann, Resident und Führer einer jüdischen Gemeinde
- Senior, Anna (* 1941), australische Kostümbildnerin
- Senior, Charlie (* 2001), australischer Boxer
- Senior, Jane (1828–1877), englisch-britische Philanthropin und die erste weibliche Beamtin im Civil Service Großbritanniens
- Senior, Karen (* 1956), irische Tischtennis-Nationalspielerin
- Senior, Mark (1862–1927), britischer Maler des Post-Impressionismus
- Senior, Nassau William (1790–1864), englischer Nationalökonom
- Senior, Olive (* 1943), jamaikanische Schriftstellerin
- Senior, Timothy Christian (* 1960), US-amerikanischer Geistlicher, römisch-katholischer Bischof von Harrisburg
- Seniseneb, Gottesverehrerin des Amun
- Seniseneb, Mutter des Thutmosis I.
- Senitz, Elisabeth von (1629–1679), evangelische Schriftstellerin
- Senitz, Heinrich von (1533–1596), schlesischer Adeliger, Erster Kammerherr am polnischen Königshof sowie fürstlich-briegerscher Rat und Landeshauptmann des Herzogtums Brieg
- Senitz, Melchior von (1574–1642), schlesischer Adliger, Geheimrat und Landeshauptmann des Herzogtums Brieg
- Senitz-Rudelsdorff, Hans Melchior von, preußischer Landrat
- Seniuk, Anna (* 1942), polnische SchauspielerinAnna Seniuk (* 1942)

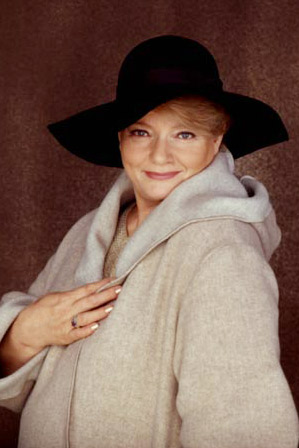
Anna Seniuk (* 1942)

- Seniuk, Daniel (* 1982), deutscher Schauspieler
- Seniuk, Lars (* 1989), deutscher Trompeter, Komponist, Dirigent und Hochschullehrer
- Senius, Richard (1876–1947), Sänger, Oberspielleiter, Theater- und Filmschauspieler
- Sénizergues, Géraud (* 1957), französischer Informatiker

### Senj
- Senjawin, Dmitri Nikolajewitsch (1763–1831), russischer Admiral
- Senjawin, Naum Akimowitsch († 1738), russischer Vizeadmiral der Kaiserlich Russischen Marine
- Senjo, Kamilla (* 1974), deutsche Hörfunk- und Fernsehjournalistin sowie Fernsehmoderatorin
- Senjuk, Ihor (* 1991), ukrainischer Naturbahnrodler
- Senjukow, Serhij (1955–1992), sowjetischer Hochspringer

### Senk
- Senk, Andreas (1960–1966), deutsches Todesopfer der Berliner Mauer
- Senk, Dieter (* 1957), deutscher Eisenhütteningenieur und Hochschullehrer
- Senk, Sandra (* 1983), deutsche Handballspielerin und -schiedsrichterin
- Senka (467–539), 28. Tennō von Japan (536–539)
- Senkal, Emin Sükrü (* 1972), deutscher Politiker (SPD), Mitglied der Bremischen Bürgerschaft
- Senkamanisken, König von Nubien
- Şenkaya, Serdar (* 1961), türkischer Fußballspieler
- Senkayi, Sala, ugandische Biologin
- Senkbeil, Kilian (* 1999), deutscher Fußballspieler
- Senkel, Christian (* 1965), deutscher evangelischer systematischer Theologe
- Senkel, Christin (* 1987), deutsche Bobsportlerin
- Senkel, Günter (* 1958), deutscher Autor
- Senkel, Matthias (* 1977), deutscher Schriftsteller
- Šenkeřík, Zdeněk (* 1980), tschechischer Fußballspieler
- Senkewitsch, Juri Alexandrowitsch (1937–2003), sowjetisch-russischer Arzt, Fernsehmoderator und Autor
- Senkin, Sergei Jakowlewitsch (1894–1963), russischer Grafiker
- Senkina, Wiktorija (* 1995), kasachische Leichtathletin
- Senkiw, Taras (* 1960), ukrainischer Geistlicher, Bischof von Stryj
- Senkiwskyj, Wassyl (1881–1962), ukrainischer Philosophiehistoriker, Psychologe, Schriftsteller, Pädagoge, orthodoxer Theologe und Politiker
- Senkler, Regina (* 1949), deutsche Fußballspielerin
- Senkow, Andrei Anatoljewitsch (* 1961), sowjetischer Biathlet
- Senkowitsch, Nikolai Alexandrowitsch (* 1944), russischer Publizist und Journalist
- Senkowski, Ossip Julian Iwanowitsch (1800–1858), russischer Orientalist, Schriftsteller und Journalist
- Senkowski, Wincenty (1840–1911), polnischer katholischer Priester und Generalsuperior der Marianer
- Senkowski, Zbigniew (1955–2022), polnischer Politiker und Gewerkschafter
- Senkowsky, Hermann (1897–1965), Finanzpräsident im Generalgouvernement
- Senkowsky, Maria (* 1957), österreichische Eishockeyspielerin
- Senkpiel, Gerhard (1930–1994), deutscher DBD-Funktionär, DBD-Bezirksvorsitzender Rostock
- Senkpiel, Marieke (* 1998), deutsche Unihockeyspielerin
- Senkutė, Viktorija (* 1996), litauische Ruderin

### Senl
- Şenlen, Şevki (1949–2005), türkischer Fußballspieler
- Şenlendirici, Hüsnü (* 1976), türkischer Musiker
- Şenler, Ezgi (* 1993), türkische Schauspielerin

### Senn
- Senn, Alfred (1899–1978), schweizerisch-US-amerikanischer Sprachwissenschaftler
- Senn, Andreas (* 1965), Schweizer Film- und Fernsehregisseur
- Senn, Andreas (* 1980), österreichischer Koch
- Senn, Andy (* 1965), Schweizer Architekt
- Senn, Bernard (* 1966), Schweizer Moderator und Redaktor
- Senn, Carl (* 1896), Schweizer Radrennfahrer
- Senn, Daniel (* 1983), Schweizer Fussballspieler
- Senn, Dominik (* 1967), Schweizer Skirennfahrer und Unternehmer
- Senn, Ernst (1884–1962), südwestdeutscher Arzt und Heimatforscher
- Senn, Franz (1831–1884), Begründer des Fremdenverkehrs in Tirol, Gründer des Deutschen AlpenvereinesFranz Senn (1831–1884)

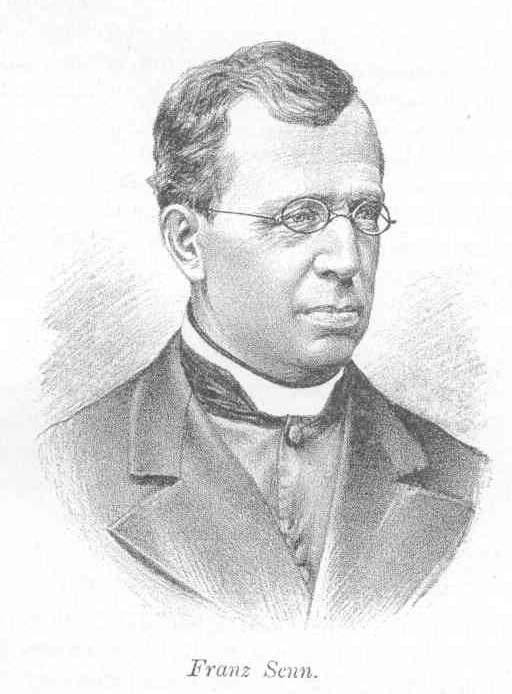
Franz Senn (1831–1884)

- Senn, Franz Michael (1759–1813), Tiroler Freiheitskämpfer
- Senn, Fritz (* 1928), Schweizer Literaturwissenschafter
- Senn, Gilles (* 1996), Schweizer Eishockeytorhüter
- Senn, Giulia (* 2001), Schweizer Sprinterin
- Senn, Gustav (1875–1945), Schweizer Botaniker
- Senn, Gustav (1888–1971), Schweizer Geigenbauer
- Senn, Hans (1918–2007), Schweizer Unternehmer und Offizier
- Senn, Hans-Jörg (1934–2023), Schweizer Mediziner
- Senn, Jakob (1790–1881), Schweizer Fassadenmaler, Maler und Lithograph
- Senn, Jakob (1824–1879), Schweizer Schriftsteller
- Senn, Johann Chrysostomus (1795–1857), österreichischer politischer Lyriker
- Senn, Johannes (1780–1881), Schweizer Maler, Zeichner, Kupferstecher, Illustrator, Zeichenlehrer und Autor
- Senn, Karl (1878–1964), österreichischer Organist, Komponist und Chorleiter
- Senn, Marcel (1954–2024), Schweizer Rechtshistoriker und Rechtsphilosoph
- Senn, Martin (1957–2016), Schweizer Versicherungsmanager
- Senn, Max (1883–1933), Schweizer Fussballspieler und Uhrmacher
- Senn, Niklaus (1894–1966), Schweizer Bankmanager und Politiker
- Senn, Nikolaus (1926–2014), Schweizer Bankmanager
- Senn, Otto Heinrich (1902–1993), Schweizer Architekt
- Senn, Patrick (* 1969), Schweizer Radiomoderator
- Senn, Paul (1901–1953), Schweizer Fotograf
- Senn, Pietro (1767–1838), französischer Unternehmer
- Senn, Rahel (* 1986), schweizerisch-singapurische Pianistin, Komponistin, Musicalautorin und Schriftstellerin
- Senn, Reinhold (1936–2023), österreichischer Rennrodler
- Senn, Ricardo (1931–2012), argentinischer Radrennfahrer
- Senn, Sören (* 1969), Schweizer Filmregisseur und Autor
- Senn, Traugott (1877–1955), Schweizer Maler
- Senn, Walter (1904–1981), österreichischer Musikwissenschaftler
- Senn, Walter (1906–1983), Schweizer Architekt und Möbeldesigner
- Senn, Werner (* 1958), österreichischer Jurist, Hubschrauberpilot, Ministerialrat und ehemaliger Sportler
- Senn, Wilhelm (1845–1895), Schweizer Lehrer, Schriftsteller und Dichter
- Senna, Ayrton (1960–1994), brasilianischer Formel-1-Rennfahrer und dreifacher Formel-1-WeltmeisterAyrton Senna (1960–1994)

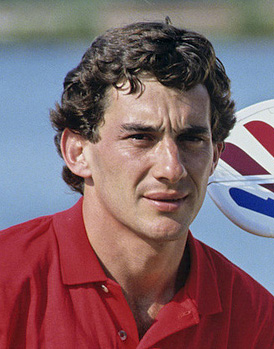
Ayrton Senna (1960–1994)

- Senna, Bruno (* 1983), brasilianischer AutomobilrennfahrerBruno Senna (* 1983)

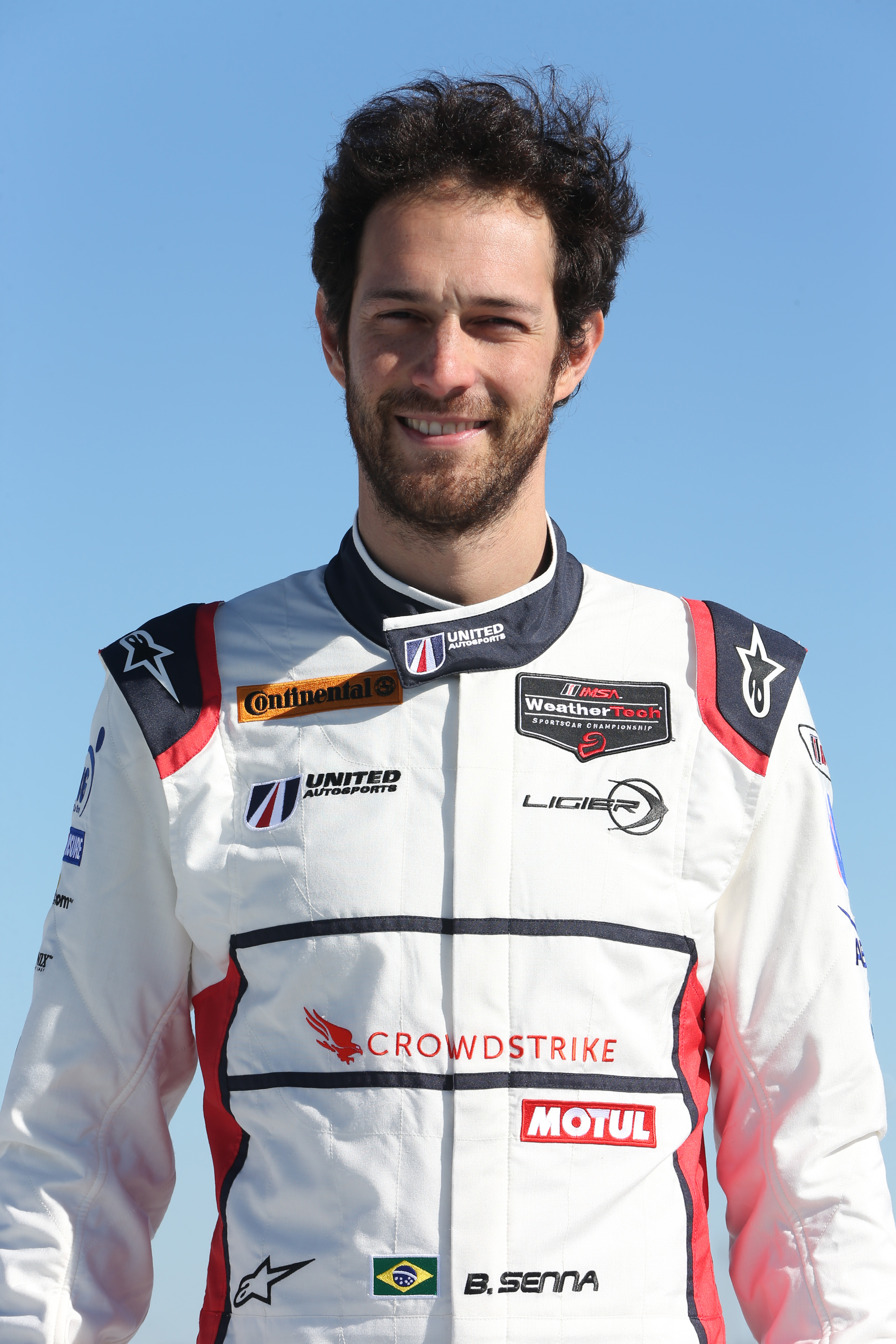
Bruno Senna (* 1983)

- Senna, Lorraine (* 1950), US-amerikanische Regisseurin
- Senna, Marcos (* 1976), spanischer Fußballspieler
- Senne, Holger (1953–2013), deutscher Jurist und Hochschullehrer
- Senne, Karl (1934–2022), deutscher TV-Moderator und Sportreporter
- Senne, Wilhelm (1894–1956), deutscher Politiker (SPD), MdL
- Sennecke, Bernd (* 1950), deutscher Politiker (CDU), MdL
- Sennecke, Robert (1885–1940), deutscher Pressefotograf und Leichtathlet
- Sennedjem, altägyptischer Baumeister (Künstler)
- Sennedjem, altägyptischer Beamter
- Sennefer, Bürgermeister von Theben
- Sennefer, Diener am Platz der Wahrheit
- Sennefer, Hohepriester des Ptah und Hohepriester in Heliopolis
- Sennefer, Schatzmeister unter Thutmosis III.
- Sennels, Asbjørn (1979–2023), dänischer Fußballspieler
- Sennels, Richard (1912–2006), dänischer Organist und Komponist
- Senner, George F. (1921–2007), US-amerikanischer Politiker
- Senner, Tharsitius (1895–1985), österreichischer Ordensgeistlicher und römisch-katholischer Bischof von Cochabamba
- Senner, Walter (1948–2020), deutscher Ordensgeistlicher und römisch-katholischer Theologe
- Sennert, Andreas (1606–1689), deutscher Orientalist, Lexikograf und Bibliothekar
- Sennert, Daniel (1572–1637), deutscher Arzt und Chemiker
- Sennert, Michael (1615–1691), deutscher Mediziner
- Sennett, Bud (1912–2003), US-amerikanischer Autorennfahrer
- Sennett, Mack (1880–1960), US-amerikanischer Filmproduzent, Filmregisseur und Schauspieler
- Sennett, Maud Arncliffe (1862–1936), englisch-britische Schauspielerin und Suffragette
- Sennett, Richard (* 1943), US-amerikanischer SoziologeRichard Sennett (* 1943)

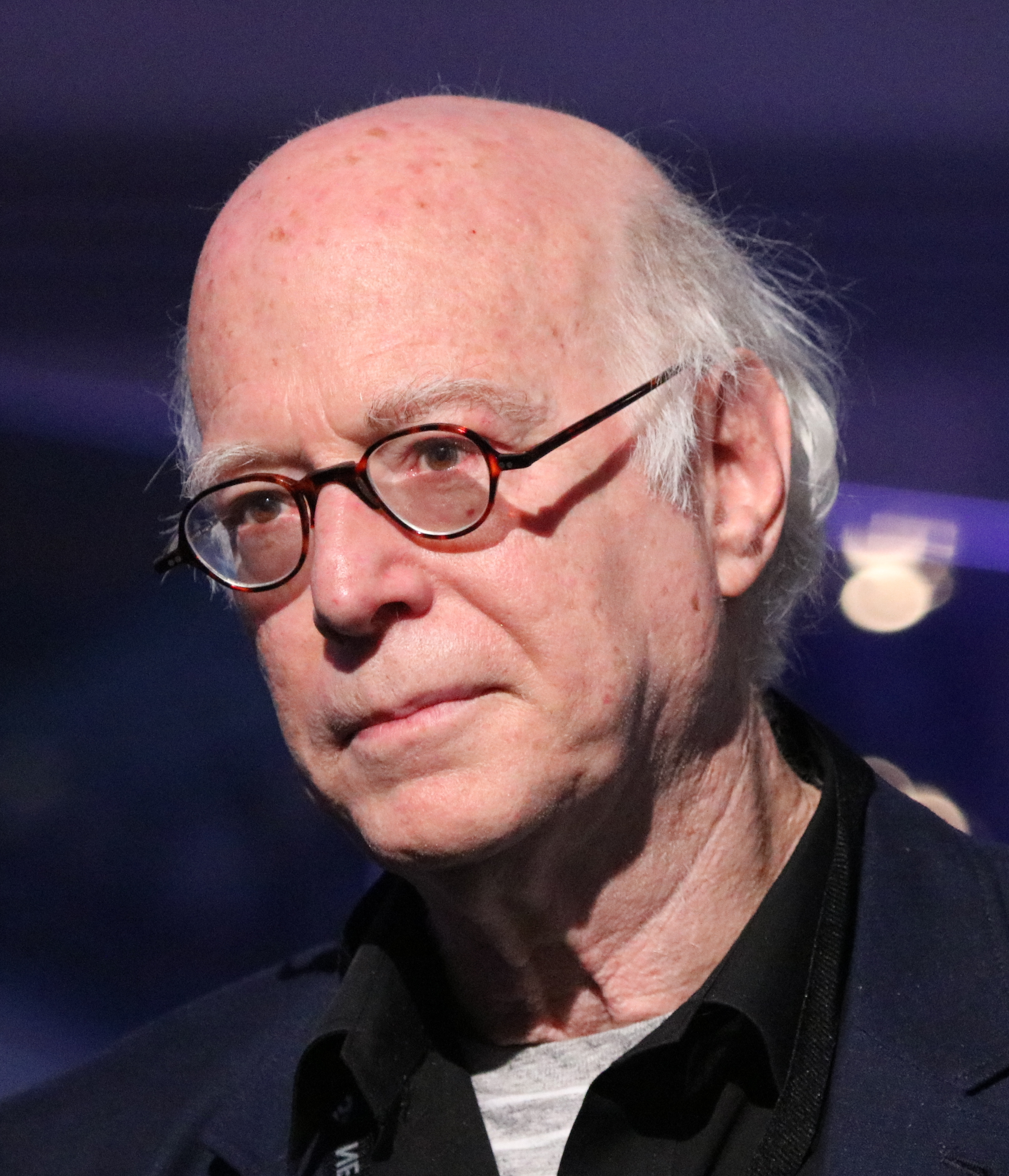
Richard Sennett (* 1943)

- Senneville, Paul de (1933–2023), französischer Komponist und Musikproduzent
- Sennewald, Gustav Adolph (1804–1860), polnischer Verleger und Buchhändler deutscher Nationalität
- Sennewald, Hans (* 1961), deutscher Ruderer
- Sennewald, Herbert (1905–1964), deutscher Aufnahme- und Produktionsleiter beim Film
- Sennewald, Immo (* 1950), deutscher Theaterregisseur, Schauspieler, Autor zahlreicher Fernsehproduktionen, Schriftsteller und freier Journalist
- Sennewald, J. Emil (* 1969), deutscher Kunstkritiker und Journalist
- Sennewald, Nadja (* 1971), deutsche Autorin
- Sennewald, Rainer (* 1951), deutscher Geologe und Sachbuchautor
- Sennewald, Robert W. (1929–2023), US-amerikanischer Offizier, General der US-Army
- Sennewald, Ulrike (* 1989), deutsche Ruderin
- Sennfelder, Franz Peter (1744–1792), deutscher Theaterschauspieler
- Sennhauser, Hans Rudolf (* 1931), Schweizer Kunsthistoriker und Mittelalterarchäologe
- Sennheiser, Fritz (1912–2010), deutscher Elektrotechniker und Hochschullehrer
- Sennheiser, Jörg (* 1944), deutscher Elektrotechniker und HochschullehrerJörg Sennheiser (* 1944)

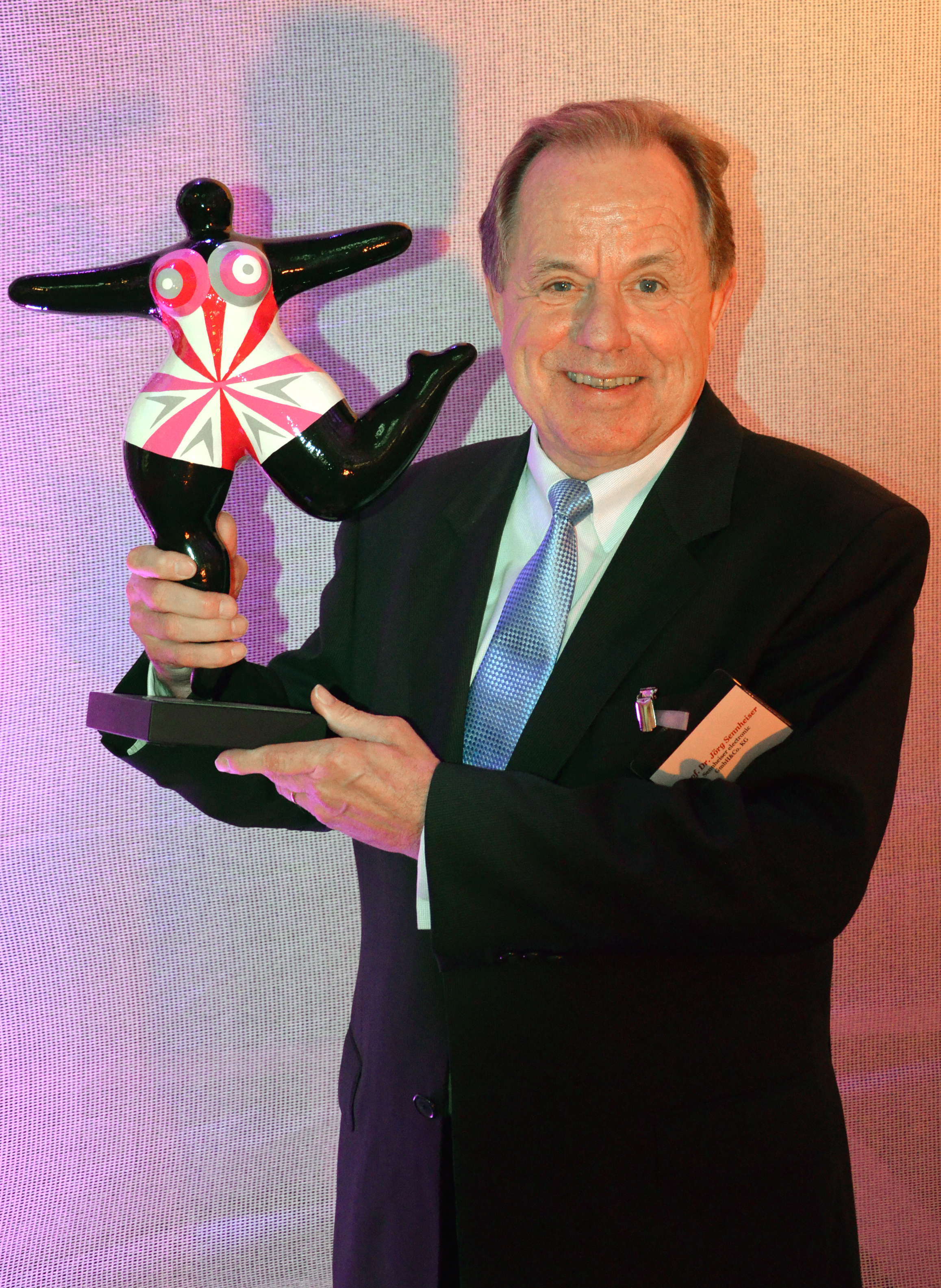
Jörg Sennheiser (* 1944)

- Sennhenn, Frank (* 1963), deutscher Manager, ehemaliger Vorstandsvorsitzender der DB Netz AG
- Sennhenn, Jan Luca (* 2000), deutscher Eishockeyspieler
- Sennholz, Hans (1922–2007), deutscher Ökonom
- Senni, Carlo (1879–1946), italienischer Diplomat, Gesandter in Norwegen und Senator
- Sennikow, Dmitri Alexandrowitsch (* 1976), russischer Fußballspieler
- Sennikow, Jewgeni (* 1974), russischer Freestyle-Skier
- Senning, Åke (1915–2000), schwedischer Herzchirurg
- Senninger, Bruno (1889–1943), deutscher Landrat
- Senninger, Erhard (1933–1996), deutscher Rechtsanwalt und Präsident des Deutschen Anwaltvereins
- Senninger, Fabian (* 1996), deutsch-nigerianischer Fußballspieler
- Senninger, Maria Franziska (1928–1985), deutsche Lehrerin, Dominikanerin, Mystikerin
- Senninger, Norbert (* 1952), deutscher Chirurg und Hochschullehrer
- Sennlaub, Hildegard (* 1934), deutsche Schriftstellerin, Musikpädagogin, Kinderbuchautorin und Rundfunkjournalistin
- Sennott, Rachel (* 1995), US-amerikanische FilmschauspielerinRachel Sennott (* 1995)

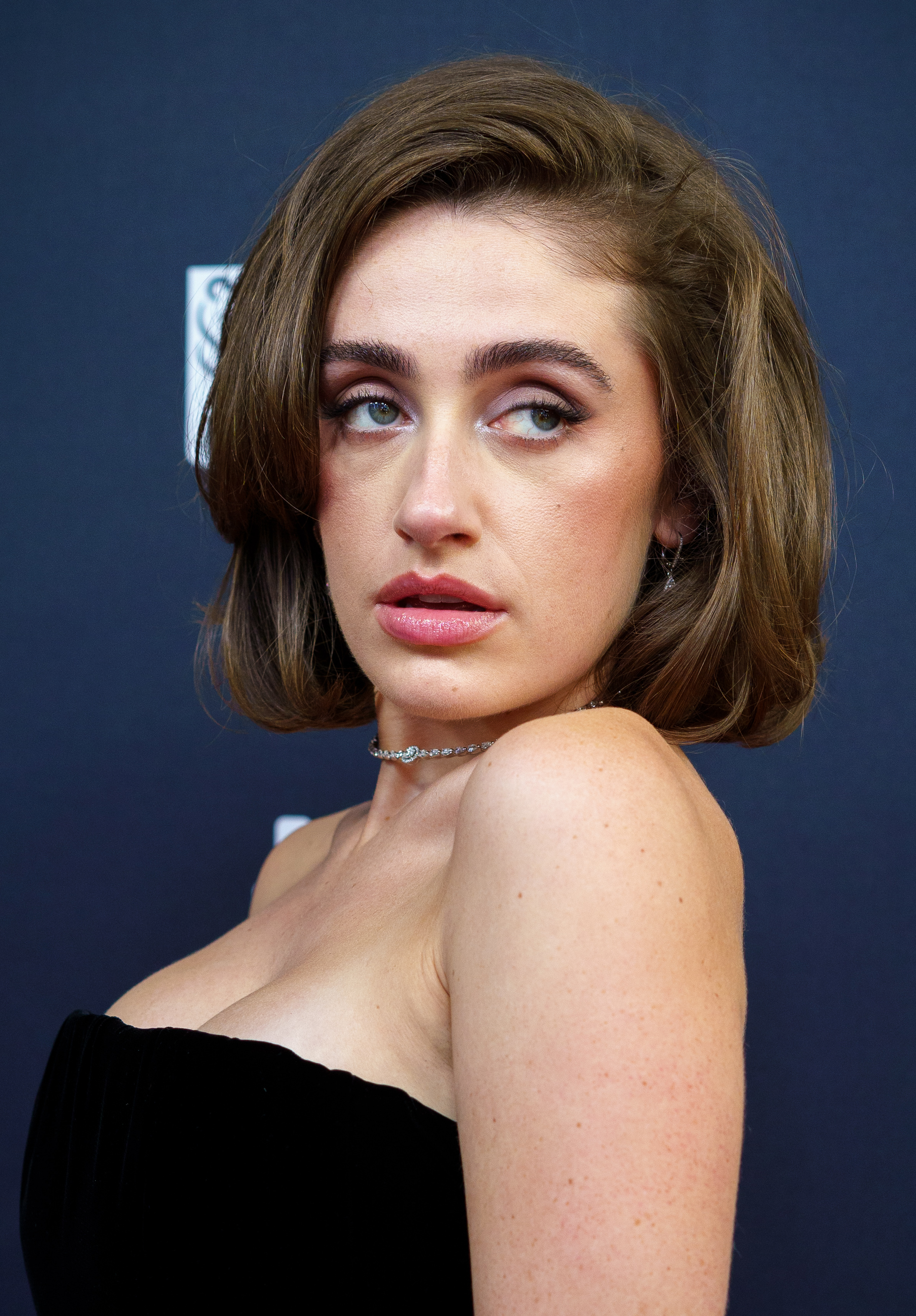
Rachel Sennott (* 1995)

- Sennrich, Rico (* 1985), Schweizer Computerlinguist
- Sennwald, Andre (1907–1936), US-amerikanischer Filmkritiker und Journalist
- Sennyey, Pál (1824–1888), ungarischer Politiker, Präsident des Magnatenhauses und Landesrichter

### Seno
- Seno Adji, Oemar (1915–1984), indonesischer Politiker und Jurist
- Seno, Fernanda (1942–1996), portugiesische Lyrikerin, Schriftstellerin, Journalistin und Lehrerin
- Seno, Frank (1921–1974), US-amerikanischer American-Football-Spieler
- Šenoa, August (1838–1881), kroatischer Schriftsteller, Kritiker, Herausgeber, Dichter und Dramaturg
- Şenocak, Zafer (* 1961), türkisch-deutscher SchriftstellerZafer Şenocak (* 1961)
- Şenoduncu, Şahin (* 1994), türkischer Geher

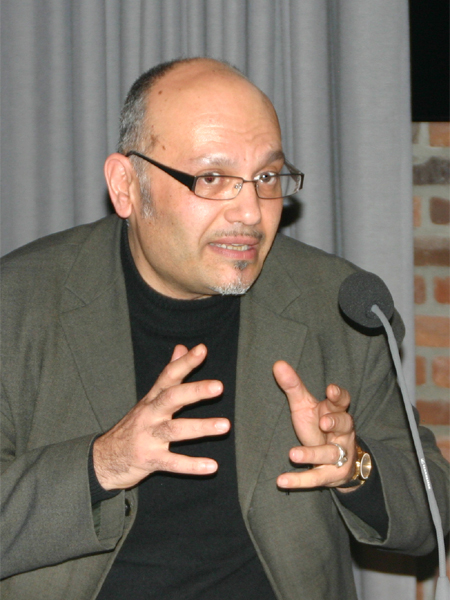
Zafer Şenocak (* 1961)

- Senofsky, Berl (1926–2002), US-amerikanischer klassischer Geiger und Geigenlehrer
- Şenoğlu, İpek (* 1979), türkische Tennisspielerin
- Senol, Gamze (* 1993), deutsche Schauspielerin
- Şenolsun, Efecan (* 1992), türkischer Schauspieler
- Şenolsun, Melisa (* 1996), türkische Schauspielerin
- Senoner, Anna (* 2007), italienische Nordische Kombiniererin
- Senoner, Carlo (* 1943), italienischer Skirennläufer
- Senoner, Irmengard (* 1942), italienische Zisterzienserin und Äbtissin des Abtei Mariengarten
- Senoner, Ivan (* 1978), italienischer Schriftsteller ladinischer Muttersprache
- Senoner, Lucas (* 1983), italienischer Skirennläufer
- Senoner, Simona (1993–2011), italienische Skispringerin
- Senoner, Theo (* 1977), italienischer Biathlet
- Senoner, Wilfried (1945–1999), italienischer Künstler und Bildhauer (Südtirol)
- Senoner, Wilhelm (* 1946), italienischer Bildhauer und Maler
- Senoo, Naoya (* 1996), japanischer Fußballspieler
- Senoo, Ryūsuke (* 1986), japanischer Fußballspieler
- Sénoussi, Ahmed (* 1946), tschadischer Leichtathlet
- Senoussi, Mahamat Abdoulaye (1952–2019), tschadischer Diplomat
- Senowka, Eduard Grigorjewitsch (* 1969), russischer Pentathlet

### Senq
- Senqed, altägyptischer Beamter

### Senr
- Senra de Faria Coelho, Francisco José Villas-Boas (* 1961), portugiesischer Geistlicher, römisch-katholischer Erzbischof von Évora
- Senra, Lidia (* 1958), spanische Politikerin, MdEP

### Sens
- Sens, Bastian (* 1985), deutscher Autor, Unternehmer und Vortragsredner
- Sens, Martina (* 1964), deutsch-österreichische Lyrikerin
- Sens, Matthias (* 1944), deutscher evangelischer Theologe und ehemaliger Regionalbischof
- Sens, Max (1906–1962), deutscher Politiker und Parteifunktionär (KPD/SED), Widerstandskämpfer
- Sens, Michael (* 1963), deutscher Kabarettist, Autor, Violinist, Pianist, Komponist und Sänger
- Sens, Milena (* 1999), brasilianische Kugelstoßerin
- Sens, Olivier (* 1965), französischer Kontrabassist des Modern Jazz
- Sens, Otto (1898–1970), deutscher Gestapo-Mitarbeiter, SS-Führer und Leiter des Einsatzkommandos 1 der Einsatzgruppe II in Polen
- Sens, Robert (* 1977), deutscher Ruderer
- Sens-Gorius, Erk (* 1946), deutscher Florettfechter
- Sensabaugh, Brice (* 2003), US-amerikanischer Basketballspieler
- Sensani, Gino Carlo (1888–1947), italienischer Kostümbildner
- Sensat i Vilà, Rosa (1873–1961), spanische Reformpädagogin und Autorin
- Sensational (* 1974), US-amerikanischer Rapper
- Sensburg, Ernst Philipp von (1752–1831), badischer Diplomat
- Sensburg, Helen, deutsche Radiosprecherin; 1944 und 1945 in den Niederlanden tätig
- Sensburg, Ingo (* 1949), deutscher Langstreckenläufer
- Sensburg, Josef von (1787–1870), badischer Beamter
- Sensburg, Patrick (* 1971), deutscher Jurist, Hochschullehrer und Politiker (CDU), MdBPatrick Sensburg (* 1971)

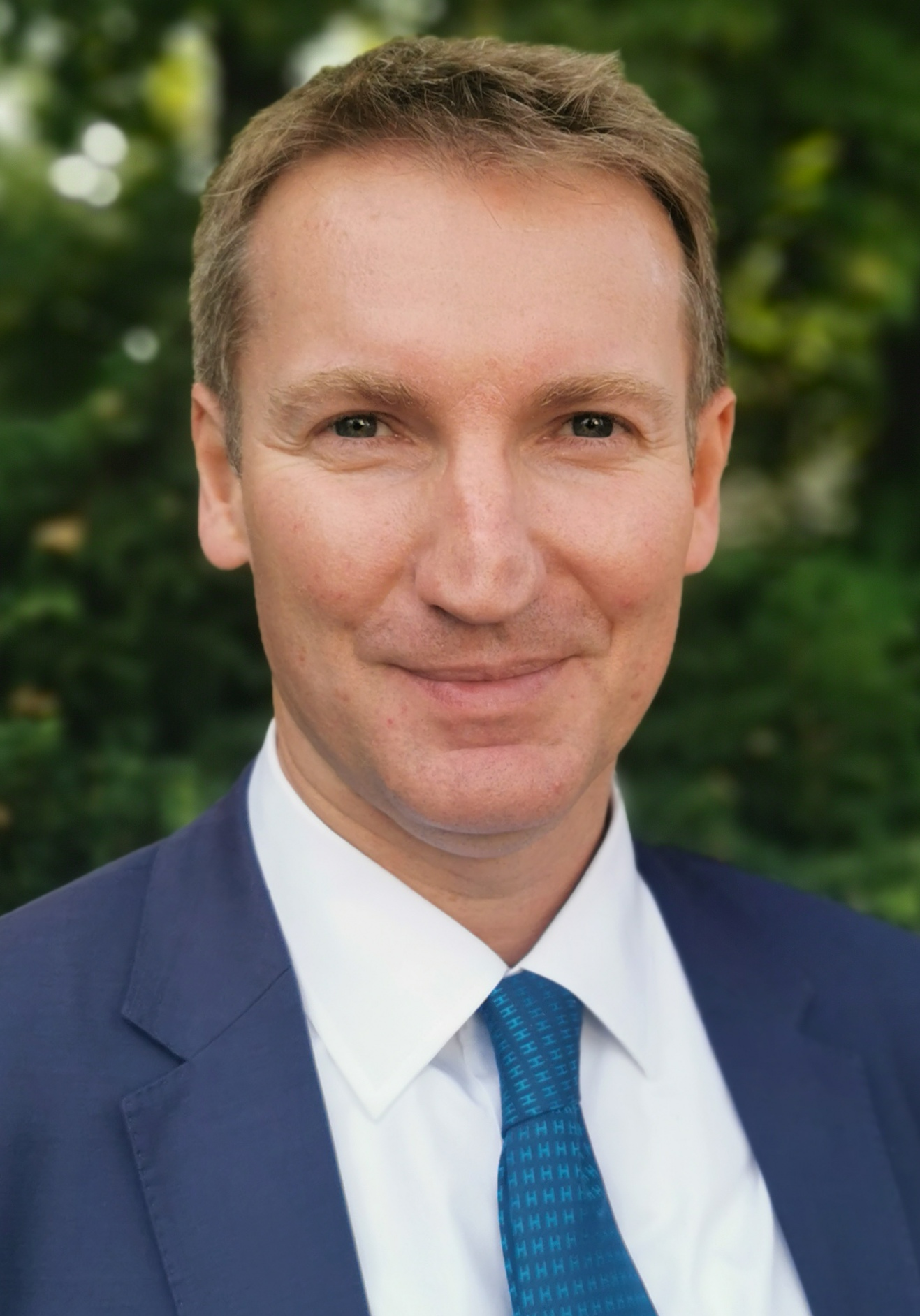
Patrick Sensburg (* 1971)

- Sense, Johann (1890–1967), deutscher Theaterschauspieler und Regisseur
- Sense, Torsten (* 1961), deutscher Schauspieler und Musiker
- Sense, Traute (1920–1997), deutsche Schauspielerin
- Sensenbrenner, Jim (* 1943), US-amerikanischer Politiker (Republikanische Partei)
- Sensenig, Eugene (* 1956), österreichisch-amerikanischer Historiker und Politikwissenschaftler
- Senser, Armin (* 1964), Schweizer Schriftsteller
- Senser, Sebastian († 1706), Eisenhändler und bayerischer Freiheitskämpfer
- Şenses, Adnan (1935–2013), türkischer Sänger und SchauspielerAdnan Şenses (1935–2013)

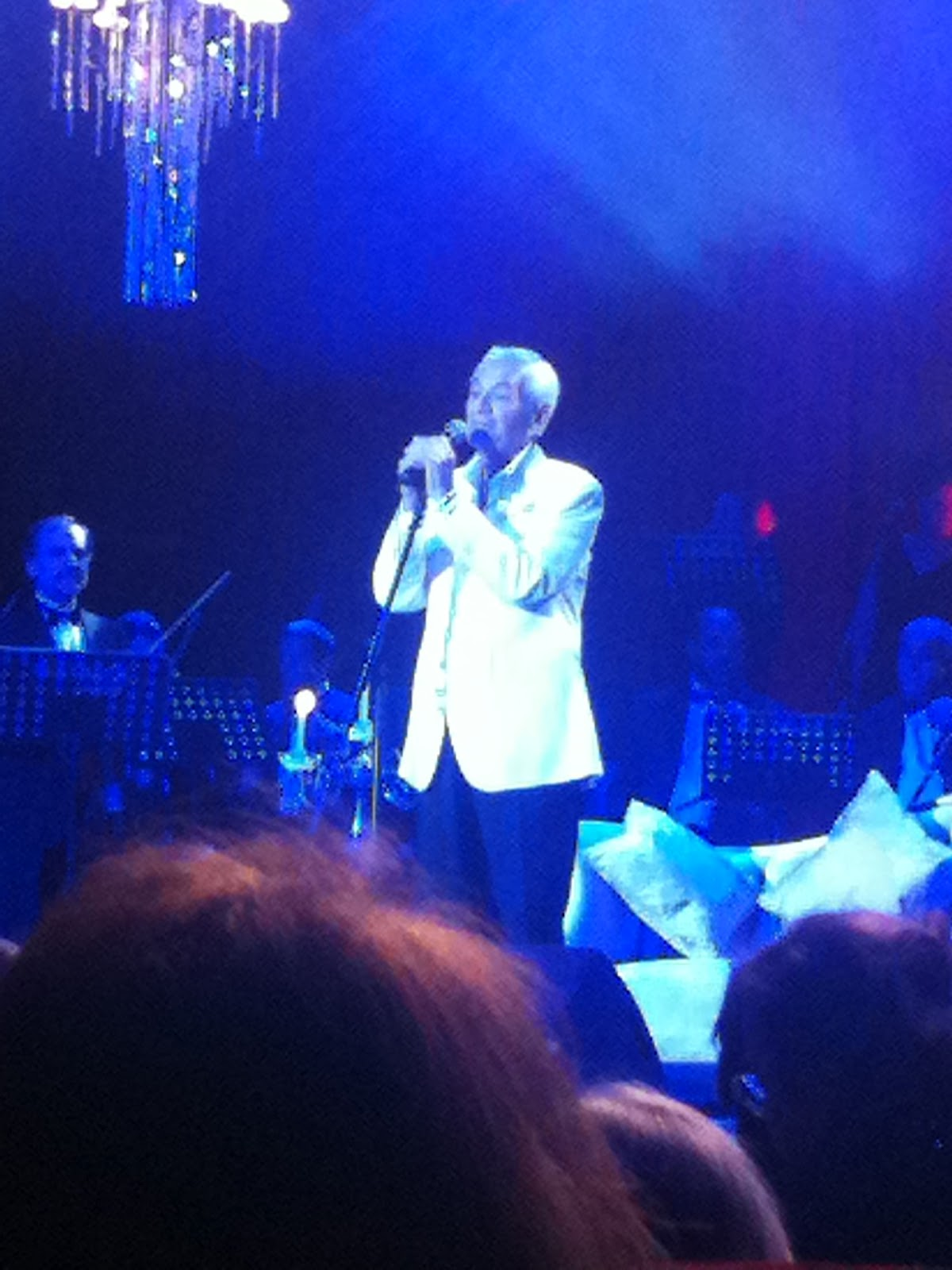
Adnan Şenses (1935–2013)

- Şenses, Enes Talha (* 1998), türkischer Hochspringer
- Sensever, Henri (1922–2009), französischer Radrennfahrer
- Sensi Potokota, Vincentius (1951–2023), indonesischer Geistlicher, römisch-katholischer Erzbischof von Ende
- Sensi, Franco (1926–2008), italienischer Unternehmer und Fußballfunktionär
- Sensi, Giuseppe Maria (1907–2001), italienischer Geistlicher, Diplomat und Kardinal der römisch-katholischen Kirche
- Sensi, Mario (1939–2015), italienischer Kirchenhistoriker
- Sensi, Rosella (* 1971), italienische Fußballfunktionärin
- Sensi, Stefano (* 1995), italienischer Fußballspieler
- Sensini, Alessandra (* 1970), italienische Windsurferin
- Sensini, Roberto (* 1966), argentinischer Fußballspieler und Fußballtrainer
- Sensinow, Wladimir Michailowitsch (1880–1953), russischer Politiker, Revolutionär und Publizist
- Senska, Pierre (* 1988), deutscher Behindertenradsportler
- Senske, Paul (* 1949), deutscher Journalist und Chefredakteur bei Radio Sauerland
- Sensley, Julian (* 1982), US-amerikanisch-deutscher Basketballspieler
- Sensmeier, Martin (* 1985), US-amerikanischer Schauspieler und ModelMartin Sensmeier (* 1985)

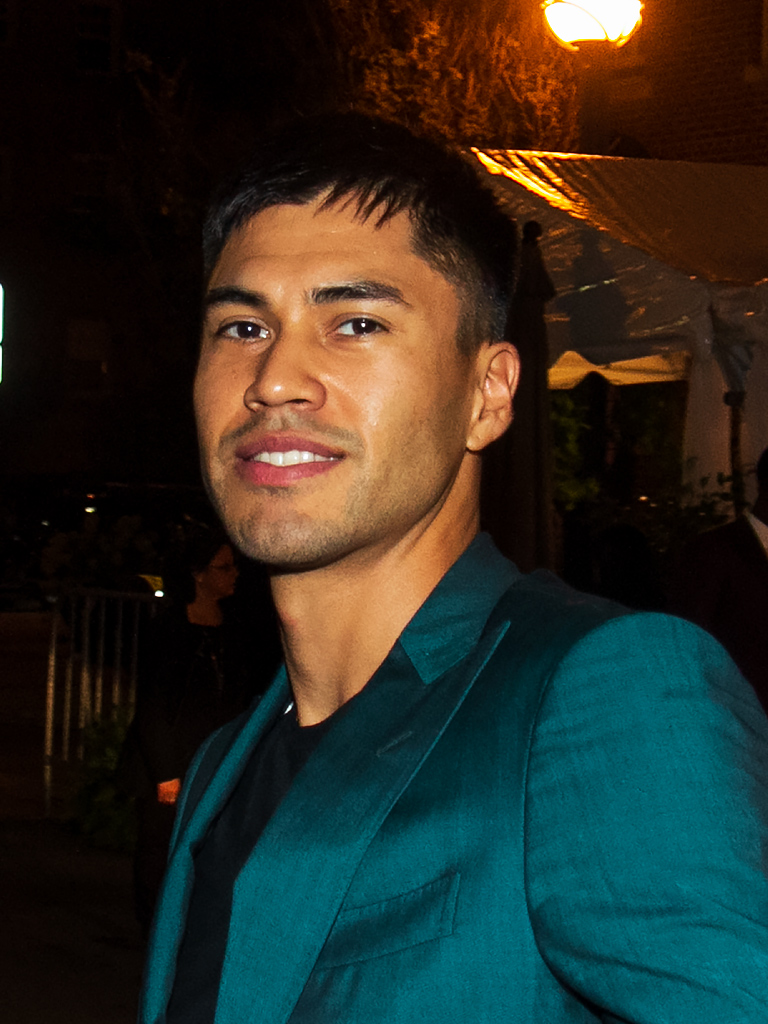
Martin Sensmeier (* 1985)

- Şensoy, Çağrı (* 1986), türkischer Schauspieler
- Şensoy, Derya (* 1990), türkische Schauspielerin
- Şensoy, Ferhan (1951–2021), türkischer Schauspieler und Autor
- Şensoy, Güneş (* 2001), türkische Schauspielerin
- Şensoy, Hamdi (1925–2018), türkischer Architekt
- Senß, Elisa (* 1997), deutsche Fußballspielerin
- Senßfelder, Adam (1848–1924), Landtagsabgeordneter Großherzogtum Hessen
- Senst, Ernst (1850–1920), deutscher Theaterunternehmer
- Senst, Heiko (* 1968), deutscher Schauspieler, Theaterregisseur, Hörspielsprecher und Schauspiellehrer
- Senst, Ingo (* 1964), deutscher Jazzmusiker (Kontrabass)
- Senstius, Kai (1889–1966), dänischer Komponist
- Sensu, Schweizer Musikerin und Musikproduzentin

### Sent
- Sent, Esther-Mirjam (* 1967), niederländische Wirtschaftswissenschaftlerin, Hochschullehrerin und Politikerin, Mitglied der Ersten Kammer und Vorsitzende der PvdA
- Sent, Sebastian (* 1987), deutscher Volleyballspieler
- Sentamu, John (* 1949), anglikanischer Erzbischof von York, Mitglied des House of Lords
- Sentance, Carl (* 1961), britischer RockmusikerCarl Sentance (* 1961)

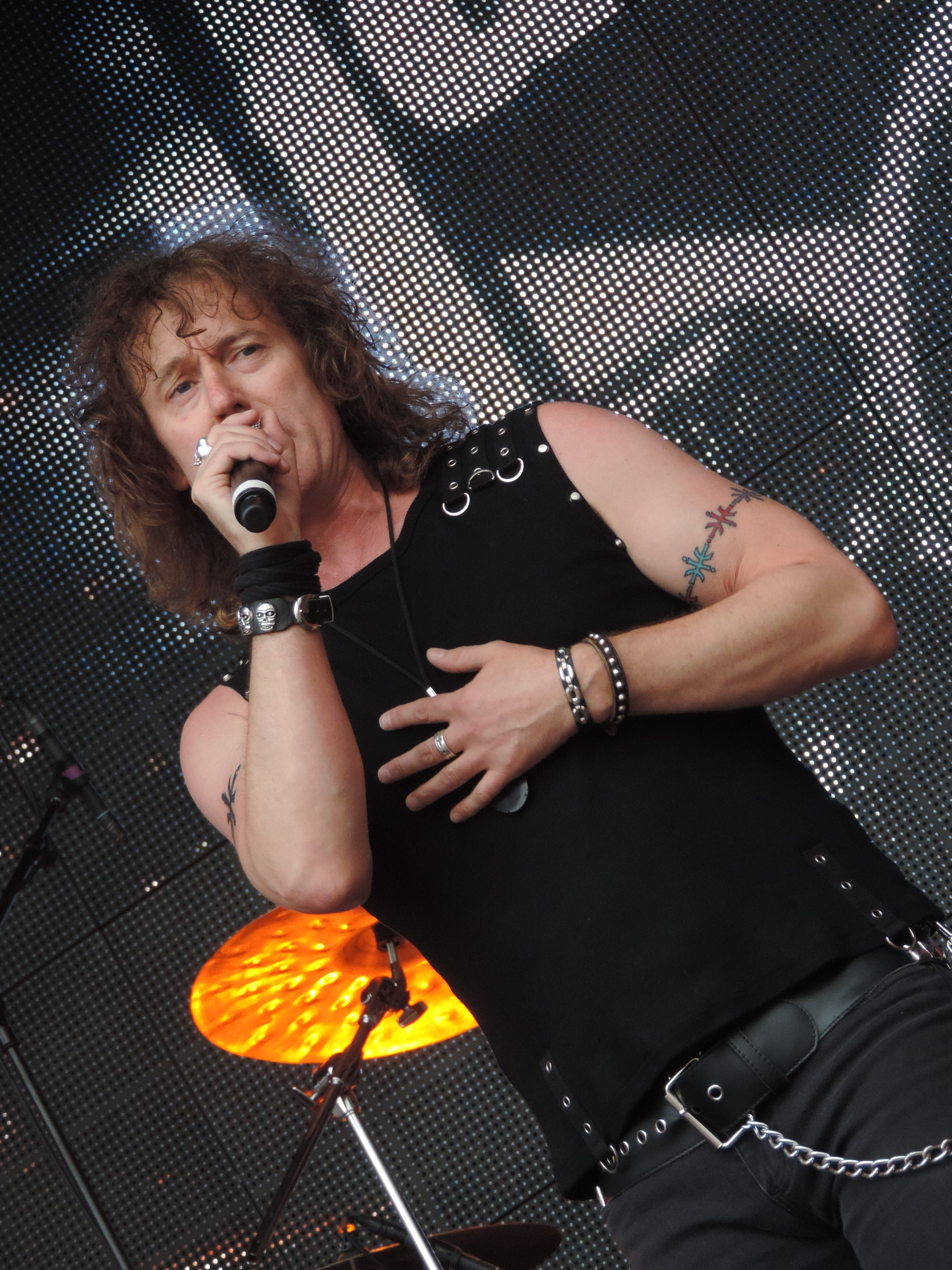
Carl Sentance (* 1961)

- Sente, Yves (* 1964), belgischer Comic-Szenarist
- Sentek, Werner (1953–1982), deutscher Schauspieler
- Senteler, Andrea (* 1977), Schweizer Skilangläuferin
- Senteler, Sven (* 1992), Schweizer Eishockeyspieler
- Sentelle, Darielys (* 2000), kubanische Hürdenläuferin
- Senter, Boyd (1898–1982), US-amerikanischer Jazzmusiker
- Senter, Dewitt Clinton (1830–1898), US-amerikanischer Politiker und Gouverneur von Tennessee
- Senter, Marc, US-amerikanischer Schauspieler
- Senter, William Tandy (1801–1848), US-amerikanischer Politiker
- Senthilkumar, Velavan (* 1998), indischer Squashspieler
- Senti, Alois (1930–2015), Schweizer Redaktor, Autor, Volkskundler und Sagenforscher
- Senti, Anja (* 1996), Schweizer Sportschützin
- Senti, Rudolf (1898–1958), Liechtensteiner Sportschütze
- Sentia Secunda, antike römische Glasherstellerin
- Sentieri, Joe (1925–2007), italienischer Sänger und Schauspieler
- Sentíes, Naíma (* 2012), mexikanische Schauspielerin
- Sentimenti, Lucidio (1920–2014), italienischer Fußballspieler
- Sentino (* 1983), polnischer RapperSentino (* 1983)

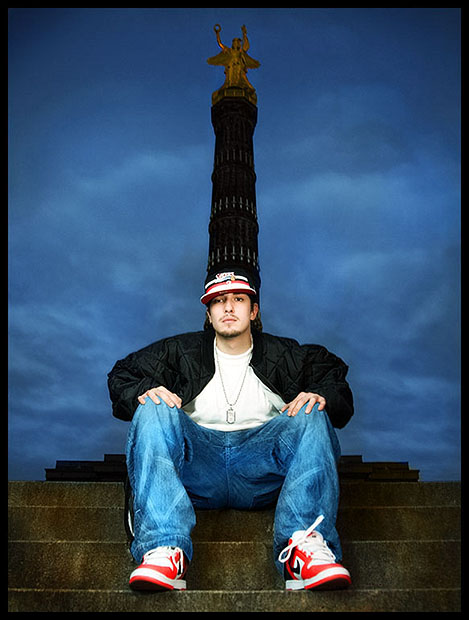
Sentino (* 1983)

- Sentis, José (1888–1983), spanischer Pianist und Komponist
- Sentius Aburnianus, Gnaeus, römischer Suffektkonsul (123)
- Sentius Saturninus, Gaius, römischer Politiker und Feldherr der augusteischen Zeit
- Sentius Saturninus, Gaius, römischer Politiker, Konsul 4 n. Chr.
- Sentius Saturninus, Gnaeus, römischer Politiker, Suffektkonsul 4 n. Chr.
- Sentius Saturninus, Gnaeus, römischer Konsul
- Sentjens, Roy (* 1980), belgischer Radrennfahrer
- Sentjens, Sente (* 2005), belgischer Radrennfahrer
- Šentjurc, Igor (1927–1996), jugoslawisch-deutscher Schriftsteller
- Sentker, Andreas (* 1964), deutscher Journalist, geschäftsführender Redakteur der ZEIT
- Sentnor, Ally (* 2004), US-amerikanische Fußballspielerin
- Sentō, Keiya (* 1994), japanischer Fußballspieler
- Şentop, Mustafa (* 1968), türkischer Rechtsanwalt, Hochschullehrer und Parlamentsabgeordneter
- Sentoryū, Henri (* 1969), US-amerikanischer MMA-Kämpfer und ehemaliger Sumōringer
- Sentschenko, Wjatscheslaw (* 1977), ukrainischer Boxer
- Sentuc, René (1900–1984), französischer Widerstandskämpfer (Résistance), Stadtverordneter, Tribunalvorsitzender
- Şentürk, Erhan (* 1989), türkischer Fußballspieler
- Şentürk, Erkut (* 1994), türkischer Fußballspieler
- Şentürk, Furkan (* 2001), türkischer Eishockeyspieler
- Sentürk, Kadir (* 1999), deutscher Futsal- und Fußballspieler
- Şentürk, Kemalettin (* 1970), türkischer Fußballspieler und -trainer
- Şentürk, Recep (* 1964), türkischer islamischer Geistlicher und Religionssoziologe
- Şentürk, Semih (* 1983), türkischer FußballspielerSemih Şentürk (* 1983)

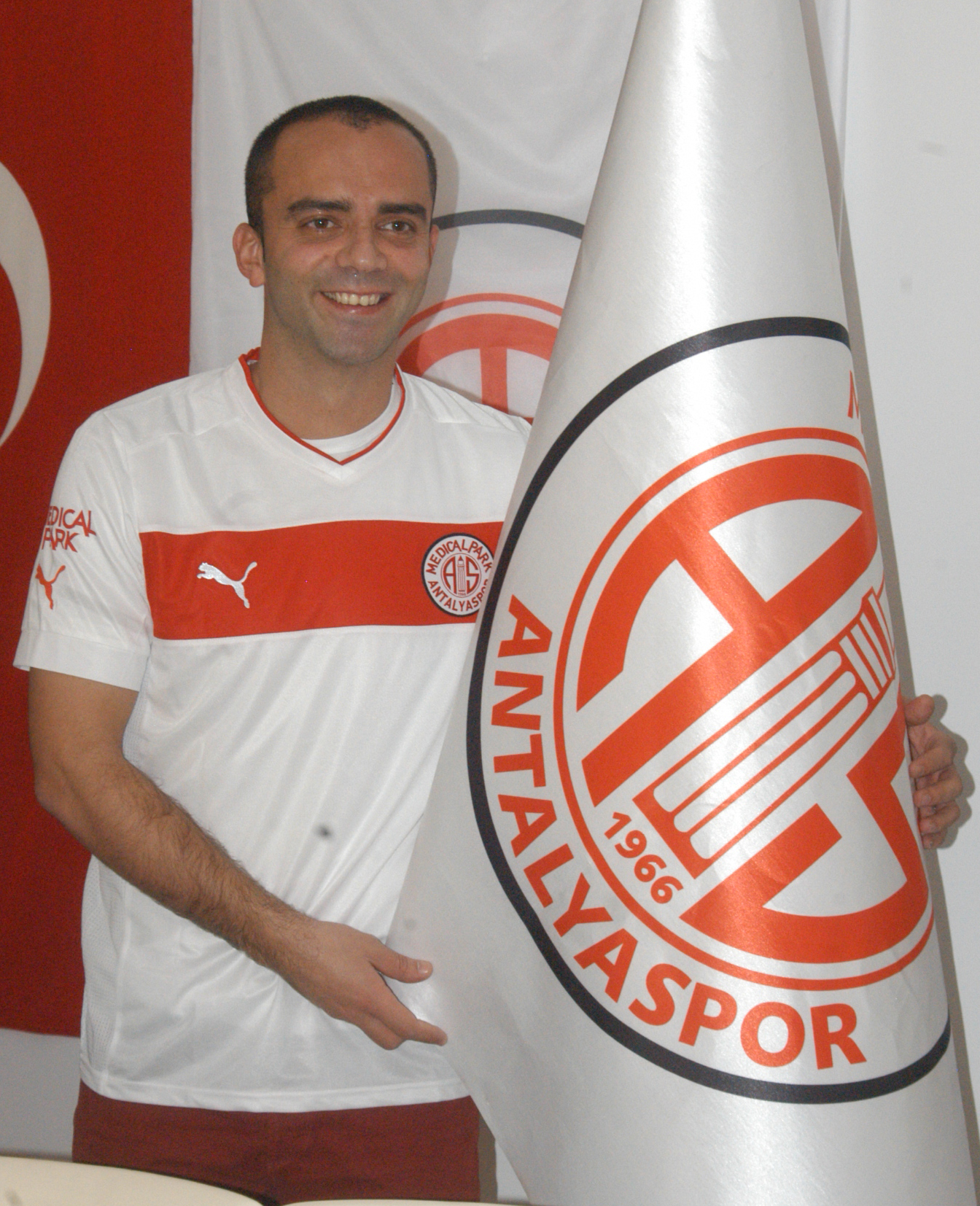
Semih Şentürk (* 1983)

### Senu
- Senuma, Masakazu (* 1978), japanischer Fußballspieler
- Senuma, Shigeki (1904–1988), japanischer Literaturkritiker
- Senuma, Yūji (* 1990), japanischer Fußballspieler
- Senussi, Ahmed al- (* 1933), libyscher Adeliger und Politiker
- Senussi, Mohammed al- (* 1962), libyscher Thronprätendent
- Senut, Brigitte (* 1954), französische Paläoanthropologin

### Senv
- Šenvald, Sara (* 1996), kroatische Handballspielerin

### Senw
- Senwosretanch, altägyptischer Beamter

### Seny
- Senyei, Károly (1854–1919), ungarischer Bildhauer
- Senyk, Iryna (1926–2009), ukrainische Dichterin und Menschenrechtsaktivistin
- Senyshyn, Ambrozij Andrew (1903–1976), ukrainisch-amerikanischer Geistlicher und Erzbischof von Philadelphia
- Senyszyn, Joanna (* 1949), polnische Politikerin, Mitglied des Sejm, MdEP und Professorin der Wirtschaftswissenschaften
- Senyu, Marysabel (* 1999), dominikanische Hochspringerin
- Şenyurt, Hülya (* 1973), türkische Judoka
- Şenyüz, İsmail Göksel (* 1976), türkischer Fußballspieler

### Senz
- Senz, Alfons (1924–2010), deutscher Politiker (CDU), MdL Saarland
- Senz, Anja, deutsche Politikwissenschaftlerin, Sinologin und Hochschullehrerin
- Senz, August (1862–1912), deutscher Architekt des Historismus
- Senz, Eduard (1877–1941), Neunkircher Original
- Senz, Ingomar (* 1936), deutscher Heimatforscher
- Senz, Josef Volkmar (1912–2001), deutscher Heimat- und Volksforscher
- Senzaki, Katsuya (* 1987), japanischer Fußballspieler
- Senzaki, Nyogen (1876–1958), japanischer Zen-Meister
- Senzao, Martino, italienischer Rocksänger (Südtirol)
- Senzel, Holger (* 1959), deutscher Hörfunkjournalist
- Senzel, Johann Heinrich (1845–1925), Bürgermeister, Mitglied des Provinziallandtages der Provinz Hessen-Nassau
- Senzel, Nikola (* 1992), kroatischer Eishockeyspieler
- Senzen, Ivica (* 1951), jugoslawischer Fußballspieler
- Senzow, Oleh (* 1976), ukrainischer FilmregisseurOleh Senzow (* 1976)

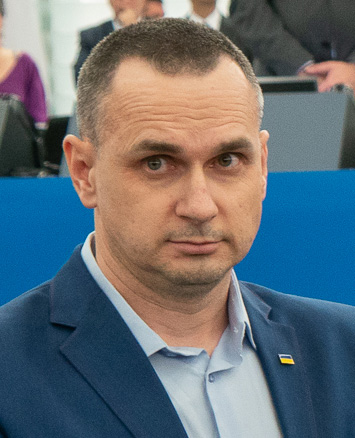
Oleh Senzow (* 1976)